# Schorpioenen (dieren)

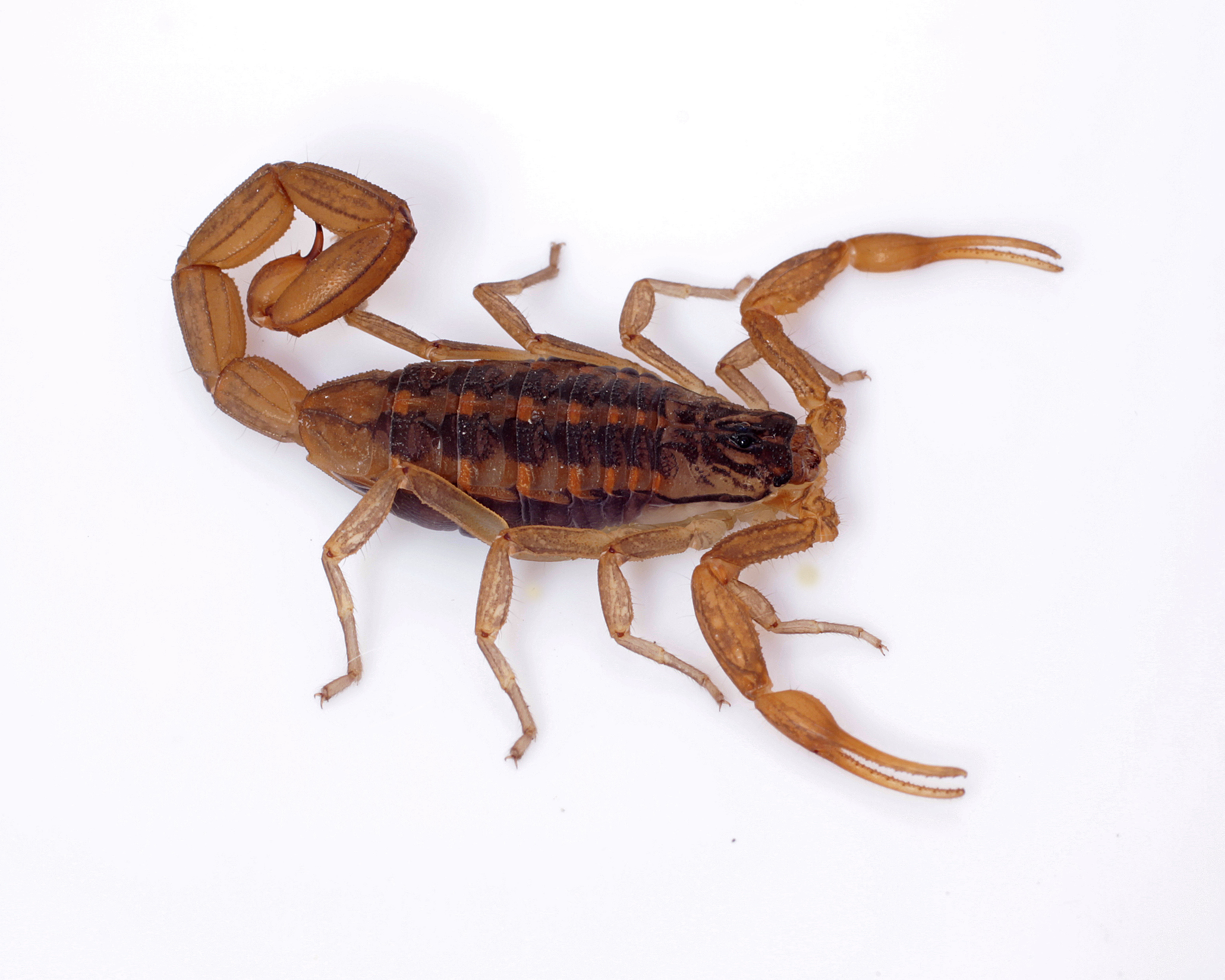
Centruroides infamatus

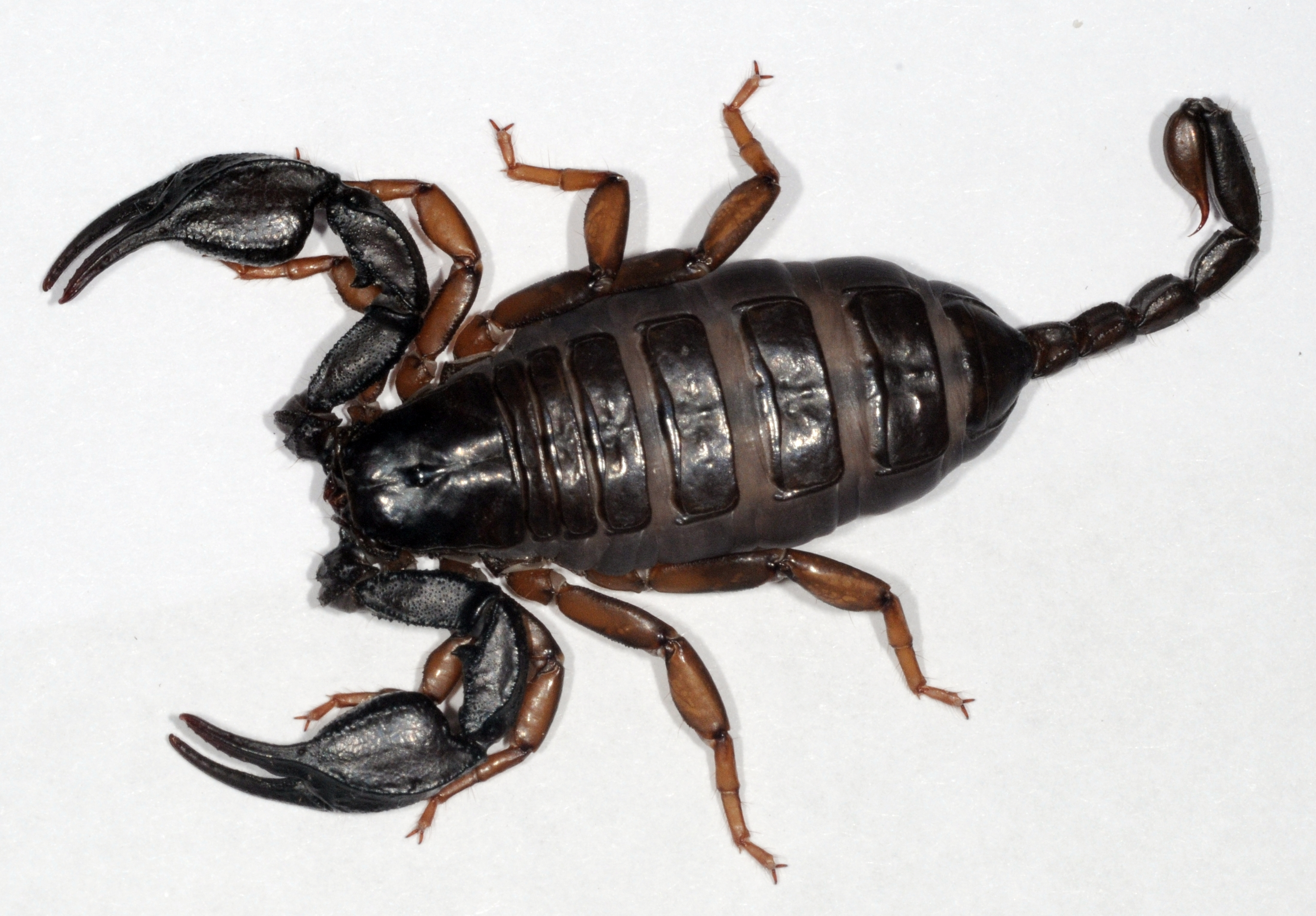
Italiaanse schorpioen (Euscorpius italicus)

Schorpioenen (Scorpiones) zijn een orde van geleedpotige dieren die behoren tot de klasse der spinachtigen. Ze behoren tot de oudst bekende spinachtigen en worden gezien als een van de primitiefste landdieren. Schorpioenen worden vertegenwoordigd door ongeveer 1800 soorten en vele uitgestorven soorten die als fossiel bekend zijn. Het is een van de weinige groepen van dieren waarvan de vertegenwoordigers er allemaal min of meer hetzelfde uitzien en moeilijk met andere dieren verward kunnen worden. Het is de enige groep van dieren met gifklieren en een naaldachtig toedieningsapparaat aan het einde van een langwerpig, gespierd en erg beweeglijk deel van het achterlijf.
Alle schorpioenen zijn zeer giftig voor kleine dieren, enkele tientallen soorten zijn ook gevaarlijk voor de mens. De meeste schorpioenen zijn niet in staat om een mens te doden. Met name de soorten die niet alleen giftig zijn, maar ook algemeen voorkomen zijn verantwoordelijk voor vele menselijke slachtoffers en bezorgen de schorpioenen net als de spinnen een onverdiend slechte naam. Schorpioenen worden hierdoor bij het grote publiek beschouwd als gevaarlijke dieren.
Schorpioenen komen voor in subtropische en tropische landen en leven ook in woestijnen. Ze leven in spleten en holen, soms graven ze zelf een ondergrondse gang of hol en er zijn zelfs soorten die in bomen leven. Schorpioenen leven solitair en zijn kannibalistisch.
Schorpioenen zijn zonder uitzondering carnivoor en jagen op verschillende ongewervelden die door de mens als plaag worden beschouwd, zoals kakkerlakken en andere plaaginsecten. Schorpioenen zijn daarnaast zeer bestendige dieren, die soms in extreme omstandigheden leven. Kleinere soorten worden enkele centimeters lang en leven vaak slechts enkele jaren. Bij grotere soorten duurt het vele jaren voor ze volwassen zijn. Dergelijke soorten kunnen een lengte van meer dan twintig centimeter bereiken.

## Verspreiding en habitat

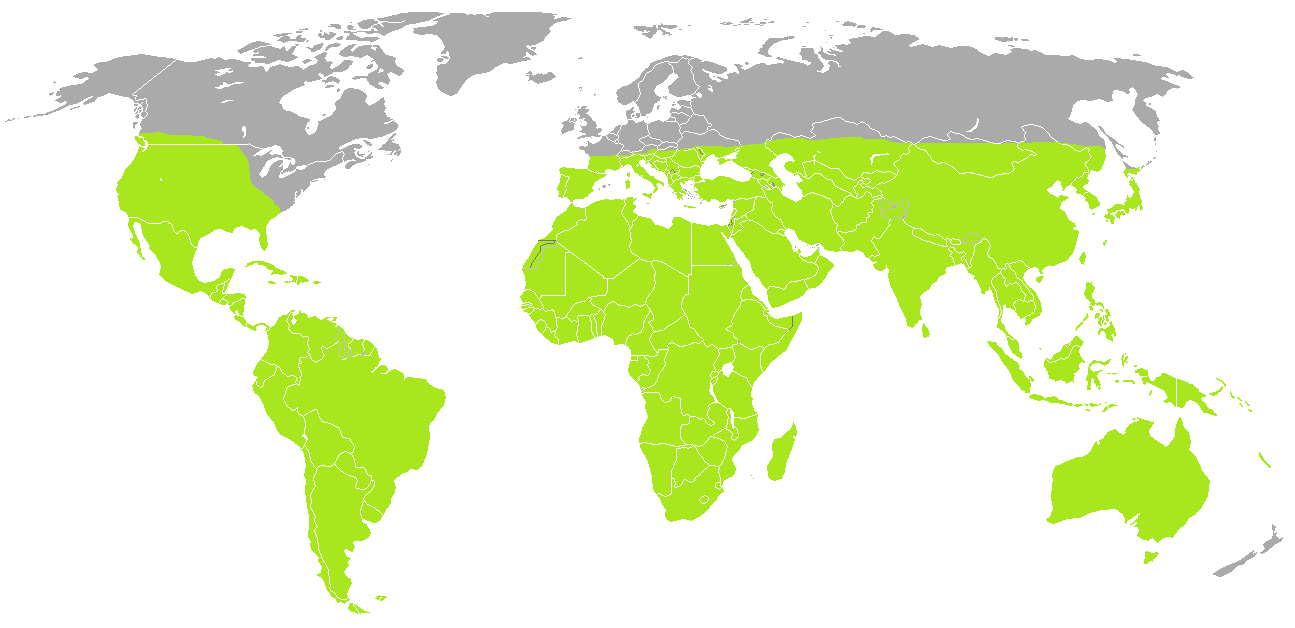
Wereldwijde verspreiding in het groen. Bron: Scorpion Systematics Research Group.

Schorpioenen zijn bewoners van warme streken, alle soorten komen voor in tropische tot subtropische gebieden. Ze komen op alle continenten voor, behalve Antarctica. Ook in Nieuw-Zeeland komen van nature geen soorten voor. In Afrika, Australië en Zuid-Amerika komen schorpioenen overal voor. In Noord-Amerika komen vertegenwoordigers voor in het zuiden en een groot deel van de Verenigde Staten, met in het westen een noordelijke strook in Canada. In het oosten van de VS ontbreken schorpioenen. De oostelijke grens van het verspreidingsgebied loopt grofweg van Winnipeg tot Atlanta.
In Europa en Azië komen de soorten alleen in het zuiden voor. Hierbij valt op dat het verspreidingsgebied beperkt is tot een vrijwel rechte lijn die de 45e breedtegraad volgt. In Europa zijn schorpioenen te vinden tot het midden van Frankrijk. De grens van het verspreidingsgebied loopt net ten zuiden van Duitsland.

## Habitat
Sommige soorten zijn in andere landen geïntroduceerd en hebben zich als exoot weten te handhaven. Een voorbeeld is de Zuid-Europese en Afrikaanse Europese zwarte schorpioen (Euscorpius flavicaudis), die tegenwoordig ook in Uruguay en Groot-Brittannië voorkomt. De soort is in Groot-Brittannië terechtgekomen door de handel in fruit en heeft zich gevestigd in Sheerness, Kent. Ook in Nieuw-Zeeland zijn ze door de mens uitgezet.

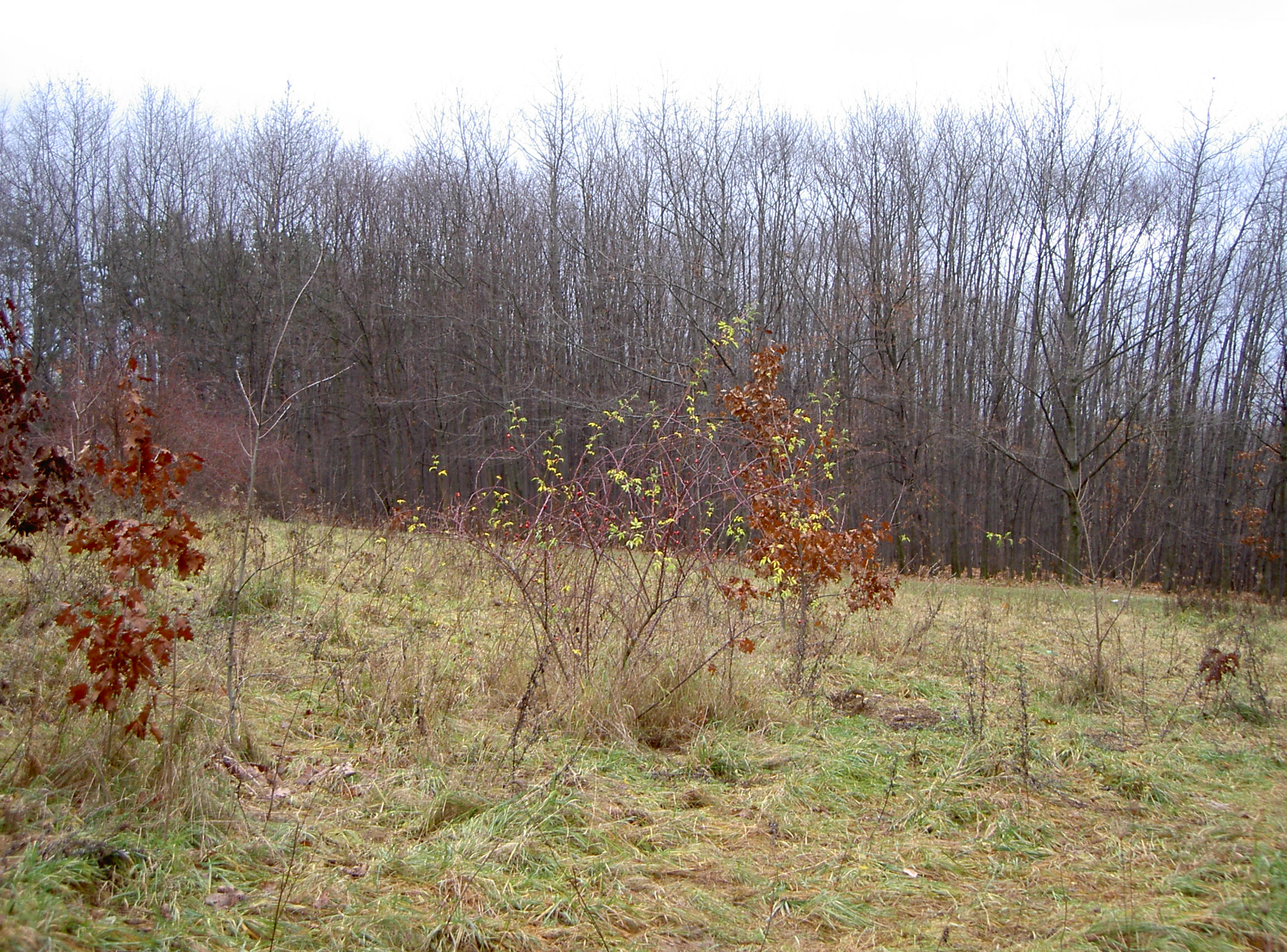
Habitat van de Oost-Europese soort Euscorpius teregestinus

Vrijwel alle soorten zijn terrestrisch; het zijn bodembewoners en de meeste soorten leven in spleten in of dicht bij de bodem, waaraan hun lichaam is aangepast. Andere soorten zijn aangepast aan zanderige habitats en kunnen snel over rul zand rennen, verstoppen zich onder voorwerpen of graven zich half in. Andere soorten graven een hol, waarin ze zich vrijwel permanent ophouden en alleen verlaten om naar voedsel en een partner te zoeken. Dergelijke soorten zijn erg honkvast, maar er zijn ook schorpioenen die een zwervend bestaan leiden. Schorpioenen zijn slechts bij hoge uitzondering boombewonend. Liocheles australiensis is een van de weinige soorten die als strikt arboreaal kan worden aangemerkt. Deze soort is weleens aangetroffen op een hoogte van 40 meter.
In koude streken zoals gebieden rond de polen komen geen vertegenwoordigers voor, maar sommige soorten leven in noordelijke streken en zijn aangepast aan de hier koelere winters. Enkele schorpioenen kunnen tot hoog in de bergen worden aangetroffen. In de Andes zijn waarnemingen bekend tot een hoogte van 5500 meter boven zeeniveau en in de Himalaya is de soort Scorpiops rohtangensis tot op 4300 meter aangetroffen onder besneeuwde stenen.
Hoewel schorpioenen uit waterdieren zijn geëvolueerd, hebben alle soorten het vermogen om in water te overleven verloren. Sommige soorten zijn littoraal; ze leven in de getijdenzone tussen aangespoeld zeewier, zoals Vaejovis littoralis, die leeft langs de kust van de Golf van Californië. Ook deze soorten verdrinken echter ogenblikkelijk als ze in het water terechtkomen. Van de pas in 2007 beschreven soort fossiele soort Akrav israchanani wordt vermoed dat het dier volledig blind was en uitsluitend in diepe grotten leefde (troglobiet).

## Uiterlijke kenmerken

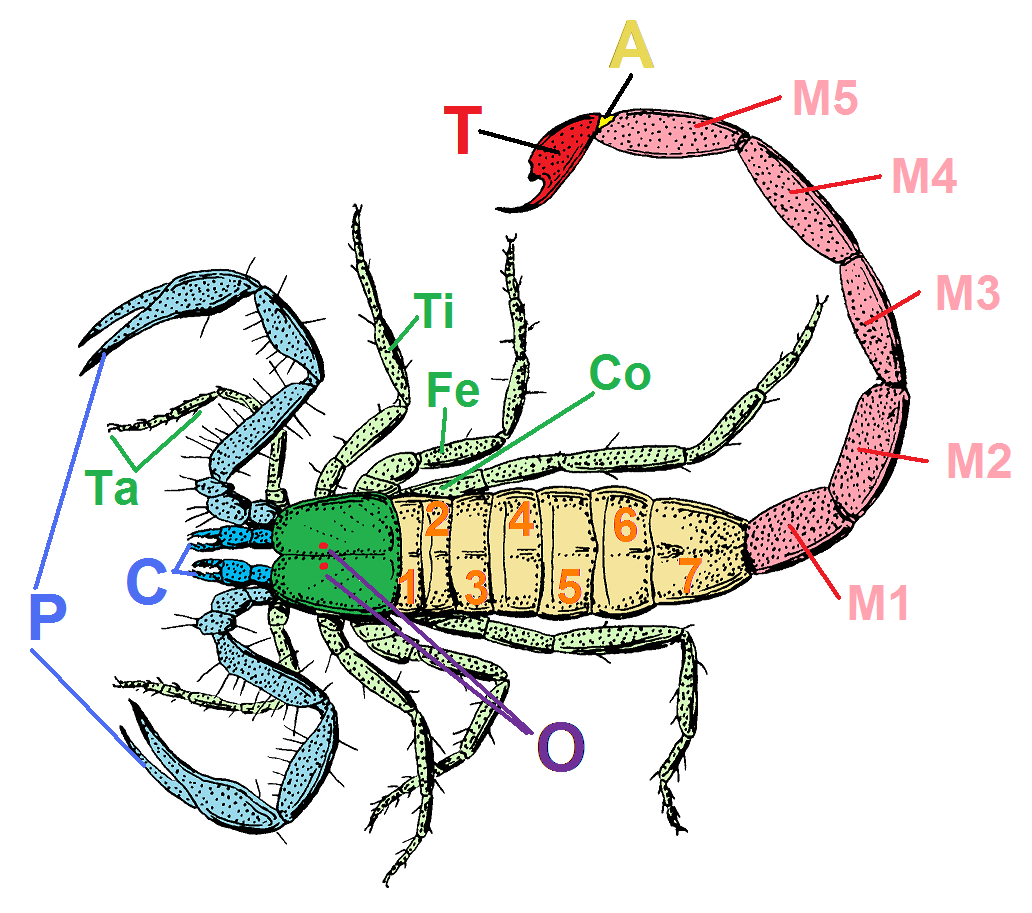
De lichaamsbouw van een schorpioen:
Kopborststuk
Delen van de poten
Achterlijf

Schorpioenen behoren tot de spinachtigen en zijn zodoende het nauwst verwant aan dieren als spinnen, mijten, teken en hooiwagens. Toch zijn ze eenvoudig van de meeste andere spinachtigen te onderscheiden door het langgerekte lichaam, de grijpscharen en de dikke 'staart' die een gifstekel draagt. Een schorpioen is te onderscheiden van alle andere geleedpotige dieren door te kijken naar de volgende kenmerken waarvan de combinatie kenmerkend is voor schorpioenen;
- een duidelijk afgeplat lichaam
- vier paar looppoten en één paar grote uitsteeksels aan de voorzijde dat ieder een duidelijke schaar draagt
- een langwerpig deel aan de achterzijde dat een bol einde heeft met daaraan een stekelachtig uitsteeksel.

### Lichaamsbouw
Schorpioenen hebben net als alle spinachtigen een lichaam dat bestaat uit twee delen. Het voorste deel wordt het kopborststuk of prosoma genoemd en het achterlijf heet het opisthosoma. Er zijn wel spinachtige dieren die uit één geheel lijken te bestaan, zoals de hooiwagens, maar bij deze soorten zijn de beide delen gefuseerd. Schorpioenen hebben hiernaast ook een achterlijf dat uit twee duidelijk verschillende delen bestaat; het voorste deel is breed en afgeplat en bevat de meeste organen, dit deel wordt het mesosoma genoemd. Het achterste deel van het achterlijf is duidelijk afgesnoerd en dunner, het wordt vaak de 'staart' van de schorpioen of met een wetenschappelijker woord metasoma genoemd. Aan het uiteinde is een bolle tot druppelvormige structuur aanwezig, die het telson of gifstekel wordt genoemd.
Een typisch spinachtig kenmerk zijn de vier paar looppoten. Aan de kop zijn twee pootachtige structuren gelegen die aan het uiteinde een schaar dragen. Dit zijn gemodificeerde monddelen en geen echte poten.
Schorpioenen hebben geen felle balts- of schrikkleuren maar vertrouwen op hun camouflage. Soorten die in woestijngebieden leven zijn meestal zandgeel gekleurd en soorten die de bosbodem in regenwouden leven zijn veel donkerder,ook de zon heeft invloed op de kleur. Dit heeft te maken met de nachtelijke levenswijze; overdag zit de schorpioen verstopt en pas 's nachts gaat hij op jacht naar prooien. Kleinere soorten schorpioenen worden niet langer dan een paar centimeter, maar grotere soorten kunnen langer dan 20 cm worden. De allergrootste soort is de Indiase Heterometrus swammerdami. Deze soort kan volgens het Guinness Book of Records een lengte tot 23 centimeter bereiken.

### Kopborststuk
Het kopborststuk of prosoma is het voorste deel van het lichaam, het is aan de bovenzijde voorzien van een verstevigde plaat die het rugschild of carapax wordt genoemd.
Deze relatief dikke plaat heeft uitsparingen voor de ogen op het midden en de bij-ogen aan de voorzijde. De carapax is bij veel soorten gewelfd en draagt soms doorns. Het bevat in het midden twee kleine ogen die dicht tegen elkaar zijn gelegen en kleine, onderontwikkelde oogjes op de zijkant van het rugschild. Deze oogjes worden wel ommatidiën genoemd, bij sommige soorten ontbreken deze structuren en het aantal ommatidiën kan oplopen tot maximaal vijf paar. Ondanks de tot twaalf oogjes is het zicht van een schorpioen slecht; alleen grove lichtverschuivingen kunnen worden waargenomen. Voor een schorpioen is dit genoeg om te kunnen bepalen wanneer het dag is en geschuild moet worden. Vermoed wordt dat ze 's nachts navigeren op het licht van sterren om zo hun hol weer terug te vinden. De ogen bevatten slechts één soort fotoreceptor, waardoor ze geen kleuren kunnen waarnemen.
Aan de onderzijde van het kopborststuk is de genitaalheuvel gelegen met in het midden de geslachtsopening. De vrouwtjes nemen hierin een spermatofoor van het mannetje op, zie onder voortplanting.

### Aanhangsels

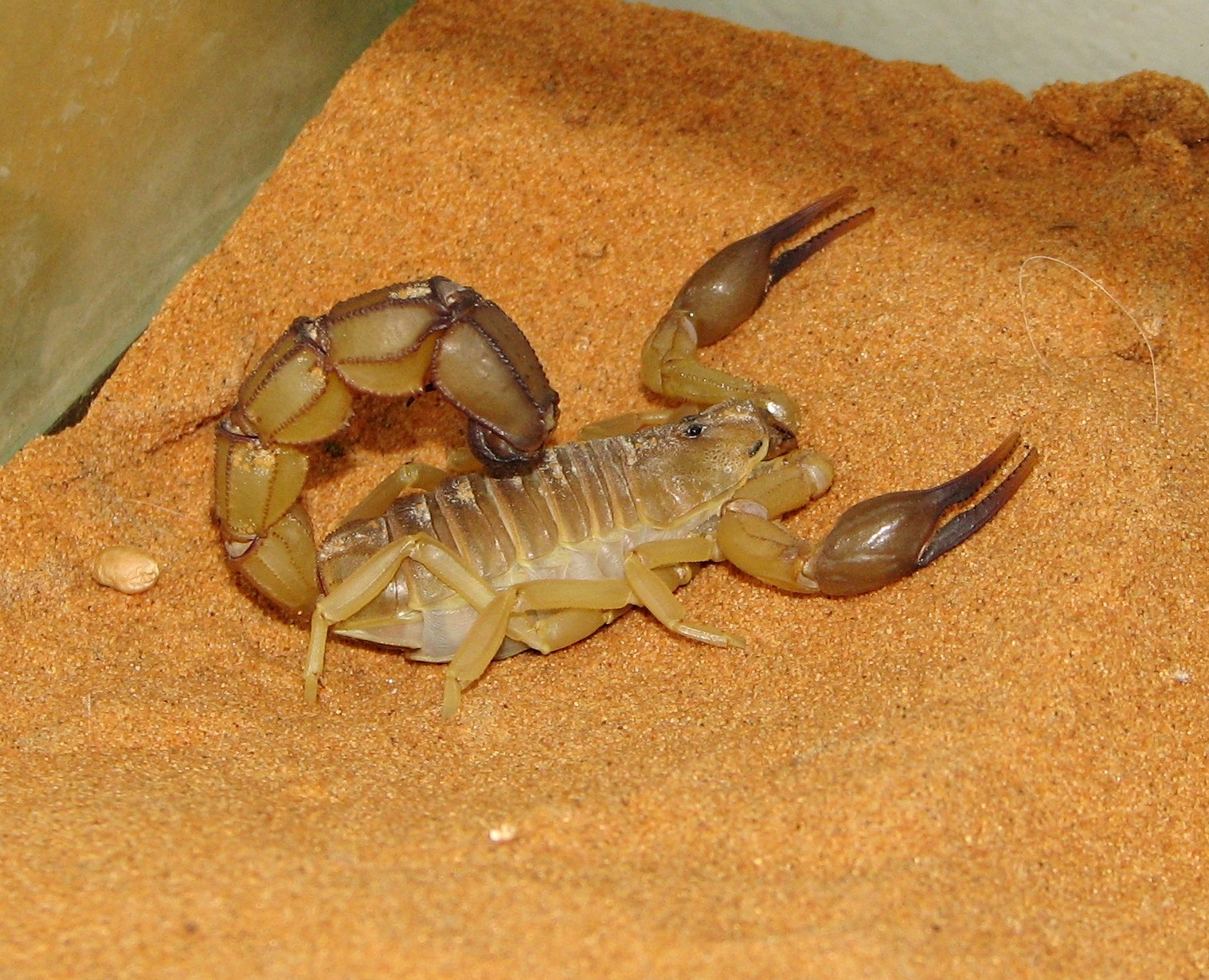
Poten en scharen van Androctonus australis

Het kopborststuk van een schorpioen draagt zes paar gesegmenteerde aanhangsels, van achter naar voor bestaande uit vier paar looppoten, één paar pedipalpen of tasterpoten en een paar kaken. Deze laatste twee paar zijn monddelen, ze zijn aan de voorzijde van het kopborststuk gelegen. De looppoten ontspruiten aan het borststukgedeelte aan de achterzijde van het kopborststuk.
Van de twee paar monddelen is het kleinste paar in het midden gelegen en in rust moeilijk te zien. Deze structuren worden de kaken of cheliceren genoemd en dienen om het voedsel te vermalen. De cheliceren zijn geleed en eindigen in kleine schaarachtige delen. Het tweede paar is duidelijk veel groter en is aan de zijkanten van de cheliceren gepositioneerd. Deze zogenaamde pedipalpen zijn bij schorpioenen zeer sterk vergroot en eindigen net als de cheliceren in een schaarachtige structuur die bestaat uit een vergroot onbeweeglijk deel dat de tibia wordt genoemd en een kleiner deel dat bij alle soorten krachtig kan worden samengeknepen en de tarsus wordt genoemd. De geschaarde uitsteeksels van een schorpioen zijn dus geen poten zoals vaak beweerd wordt -maar monddelen. Ze hebben vaak doornachtige uitsteeksels die tanden worden genoemd en dienen om de grip te vergroten. De pedipalpen bevatten ook lange tastharen of setae, die een mechanoreceptorische functie hebben.
De looppoten bestaan uit vier geledingen die gezien vanaf het lichaam bestaan uit de heup (coxa), de dij (femur), de scheen (tibia) en ten slotte de voet (tarsus). De indeling van de pootsegmenten is overigens hetzelfde als die van de cheliceren en pedipalpen, ondanks hun totaal andere origine en functie. De tarsus van de looppoot dient om de poot te hechten aan de ondergrond, waartoe het ook verschillende structuren draagt. Bij woestijnbewonende soorten, die leven in omgevingen die bestaan uit rul zand zijn de poten voorzien van dikke haartjes die het contactoppervlak met het zand vergroten zodat de schorpioen zich ook op los zand snel kan voortbewegen. Dit doet denken aan sneeuwschoenen en komt ook voor bij andere woestijnbewonende dieren zoals de franjeteenhagedissen. Net als de pedipalpen bevatten ook de poten lange tastharen.
Aan de onderzijde van het achterste potenpaar is een voor schorpioenen karakteristiek orgaan zichtbaar dat de pectines of kam wordt genoemd. De pectines is een kam-vormig orgaan dat ontstaan is uit looppoten maar volledig is omgevormd en vlak boven de bodem is gepositioneerd. Met de pectines wordt de geur van prooidieren waargenomen maar ook eventuele partners kunnen worden opgespoord.

### Mesosoma

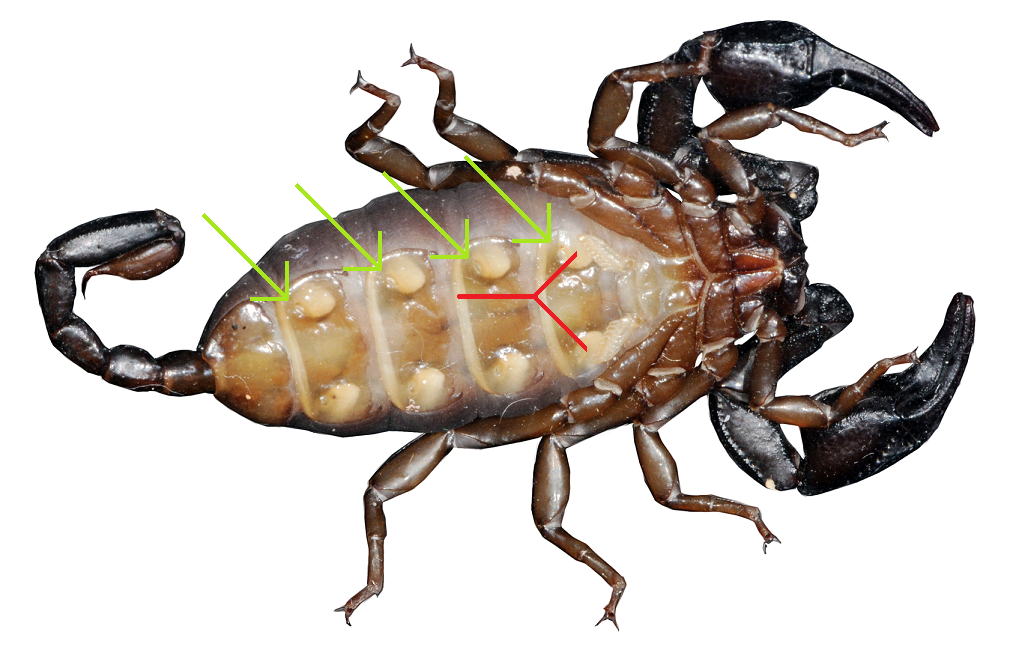
Onderzijde Euscorpius italicus met ademopeningen (groene pijlen) en pectines (rode lijnen)

Het mesosoma is het voorste deel van het achterlijf of opisthosoma en is gelegen achter het kopborststuk. Het omvat het grootste deel van het lichaam van de schorpioen en bestaat altijd uit zeven segmenten. Het mesosoma bevat de belangrijkste organen van de schorpioen, zoals de ademhalingsorganen en het grootste deel van het spijsverteringsstelsel. Het wordt aan de onder- en bovenzijde beschermd door versterkte platen die respectievelijk de buik- en de rugplaten worden genoemd. De platen zijn dik en chitineus, ze zorgen voor een zware bepantsering die de schorpioen beschermt tegen vijanden, parasieten en uitdroging. Tussen de platen aan de voorzijde van het achterlijf is een uitrekbare huidlaag aanwezig, die ervoor zorgt dat het pantser van de schorpioen toch heel flexibel is, zodat het dier kan ademen en voedingsstoffen in het lichaam kan opslaan voor mindere tijden. Bij vrouwtjes kunnen de platen zelfs wat uit elkaar staan wat handig is tijdens de zwangerschap. De rugplaten worden ook wel tergieten genoemd, de buikplaten heten sternieten.
Aan weerszijden van de achterste sternieten is steeds een ademopening gelegen aan de buitenste rand van de plaat. Deze openingen worden wel stigmata genoemd en zijn langwerpig van vorm. Aan de bovenkant zitten achter het rugschild, dat de kop en borststuk verbindt, zeven rugplaten. De schorpioen haalt adem middels vier paar boeklongen die gepositioneerd zijn aan de onderzijde van het laatste segment van het mesosoma. Schorpioenen kunnen alleen op het land ademen, er zijn geen soorten die op het water zijn aangepast zoals bij andere spinachtigen wel voorkomt (zoals de waterspin). Oorspronkelijk zijn de schorpioenen ontstaan in de zee, die ze honderden miljoenen jaren gelden hebben verlaten, zie ook onder taxonomie en indeling.

### Metasoma

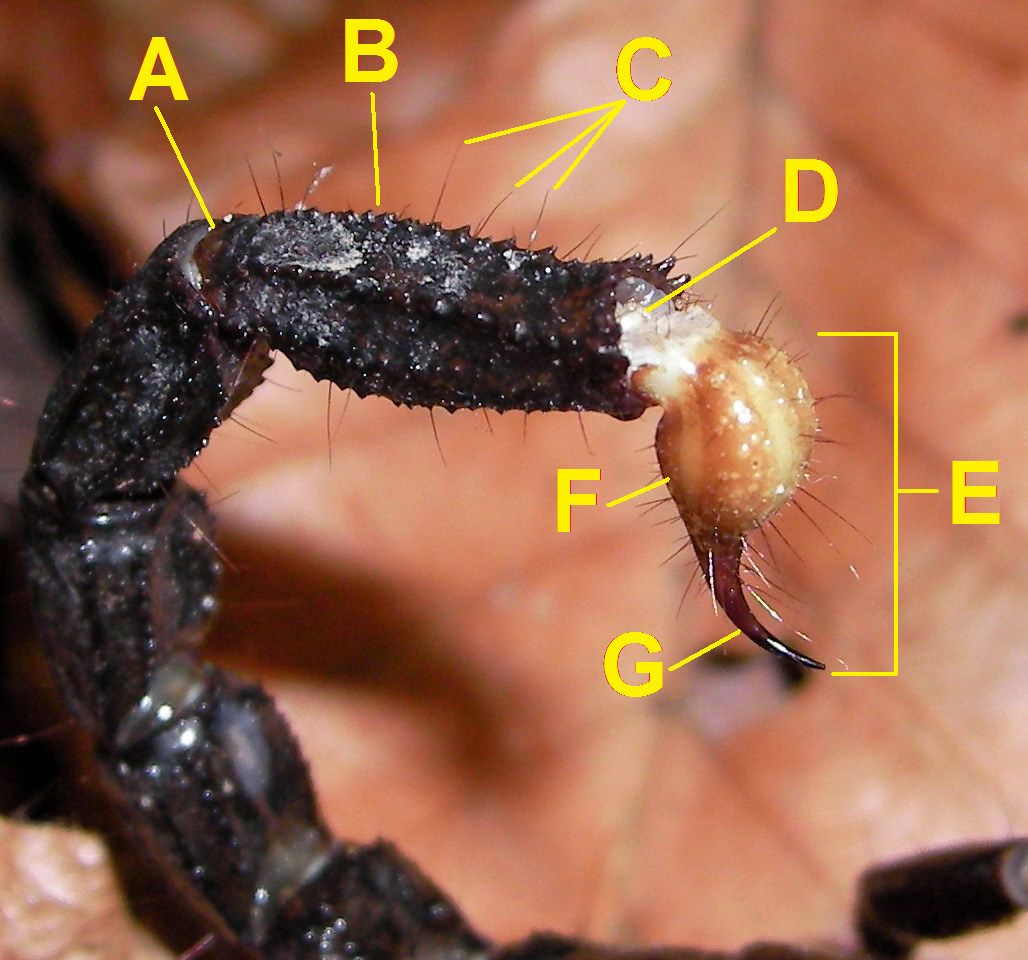
De bouw van de stekel van een schorpioen

Het metasoma bestaat uit het achterste deel van het opisthosoma of achterlijf. Het metasoma wordt wel de 'staart' van de schorpioen genoemd en bestaat altijd uit vijf segmenten. Het is geen echte staart zoals bijvoorbeeld de staart van een hond, maar een wezenlijk deel van het lichaam. Dit is te zien aan de positie van de anus van een schorpioen, dit uitscheidingsorgaan is gelegen aan de achterzijde van het metasoma, vóór de gifstekel. Deze gifstekel wordt wel telson genoemd en bestaat uit twee delen. Aan de basis is een druppel- tot bolvormige gifblaas gelegen die aan het einde een duidelijke, gekromde holle stekel bevat, de aculeus. Hierdoor dringt het gif van de schorpioen een prooi binnen; de stekel bevat een opening aan het uiteinde waardoor het gif wordt toegebracht. De toediening vindt plaats door de samentrekking van spieren waardoor het secreet in de prooi wordt geïnjecteerd. Bij soorten uit een aantal families, zoals de Iuridae en de Scorpionidae is onder de stekel ook een doornachtige structuur aanwezig. Bij soorten uit andere families, zoals de soorten uit de familie Diplocentridae. De gifklieren in de gifblaas bevatten twee celtypen, waarvan de belangrijkste bestaan uit cellen die de giftige verbindingen aanmaken en de andere cellen zorgen voor de aanmaak van de dragervloeistof bestaande uit een waterig slijm.
De stekel van de schorpioen wordt soms wel 'angel' genoemd maar is niet homoloog aan de angel van insecten. Omdat de insectenangel is ontstaan uit een legbuis, hebben bovendien alleen vrouwelijke insecten een angel, in tegenstelling tot schorpioenen. De schorpioen gebruikt zijn giftige stekel aan het einde van het staartachtige achterlijf voornamelijk om prooien te doden maar kan deze ook inzetten voor de verdediging. Schorpioenen worden door de mens gevreesd door de giftige steek, het gif is echter meestal alleen voor geleedpotigen erg gevaarlijk. Zie voor werking van het gif ook onder voedsel en voor de mogelijke gevolgen van een steek voor de mens het kopje giftigheid bij de mens.

### Exoskelet
De schorpioen wordt beschermd door zijn verharde exoskelet, dat het gehele lichaam bedekt, maar bestaat uit verschillend gevormde structuren. De verschillende segmenten van de poten, monddelen en achterzijde van het achterlijf worden geheel omgeven door een harde laag, uitgezonderd de gewrichten. Deze ontlenen hun flexibiliteit aan membraan-achtige weefsels tussen de verharde delen. De huid van schorpioenen bevat geen poriën en houdt het water vast, zodat veel soorten in heel droge gebieden kunnen overleven.
Een typisch kenmerk van schorpioenen is dat het exoskelet oplicht als het wordt blootgesteld aan uv-licht. Dit wordt veroorzaakt door twee proteïnen in de buitenste laag van het chitine-achtige pantser van de schorpioen. Deze laag wordt de hyalinelaag genoemd. De verbindingen beta carboline en 7-hydroxy-4-methylcoumarine zorgen voor het oplichten van de schorpioen. Dit kan worden gebruikt om tijdens een nachtelijke wandeling schorpioenen op te sporen en er zijn zelfs speciale 'schorpioenenlampen' te koop in de landen waar ze van nature voorkomen. Pas vervelde exemplaren echter hebben een zacht pantser en lichten niet op en ook andere giftige dieren worden niet gezien, zodat een dergelijke lamp geen 100% zekerheid geeft. Dergelijke lampen worden ook door onderzoekers wel gebruikt om populatiedichtheden van de verschillende schorpioenensoorten te bepalen.
De functie van de fluorescentie is niet precies bekend. Er is geopperd dat het een rol speelt in de communicatie of dat het prooidieren als insecten lokt. Een andere theorie zijn de fluorescerende laag een overblijfsel van vroeger tijden, toen schorpioenen nog dagactief waren. Er zijn fossielen van schorpioenen bekend die samengestelde ogen hadden en waarschijnlijk dagactief waren. Ook deze optie is echter nog niet bewezen.

## Onderscheid met andere dieren
Er zijn soorten uit heel verschillende diergroepen die om de een of andere reden lijken op schorpioenen of overeenkomstige lichaamsdelen hebben. Andere dieren lijken totaal niet op schorpioenen maar dragen wel de naam, een voorbeeld van een dergelijke groep zijn de schorpioenvissen.
Voorbeelden van de eerste groep zijn een aantal geleedpotigen die strikt genomen geen schorpioenen zijn, maar wel enkele schorpioenachtige kenmerken hebben en daarnaast behoren tot de spinachtigen, ze zijn dus indirect verwant. Met deze dieren zijn de schorpioenen het makkelijkst te verwarren, zoals de bastaardschorpioenen (orde Pseudoscorpiones), die allemaal erg klein blijven en geen staart met gifstekel bezitten. Het achterlijf draagt in het geheel geen duidelijke aanhangsels.

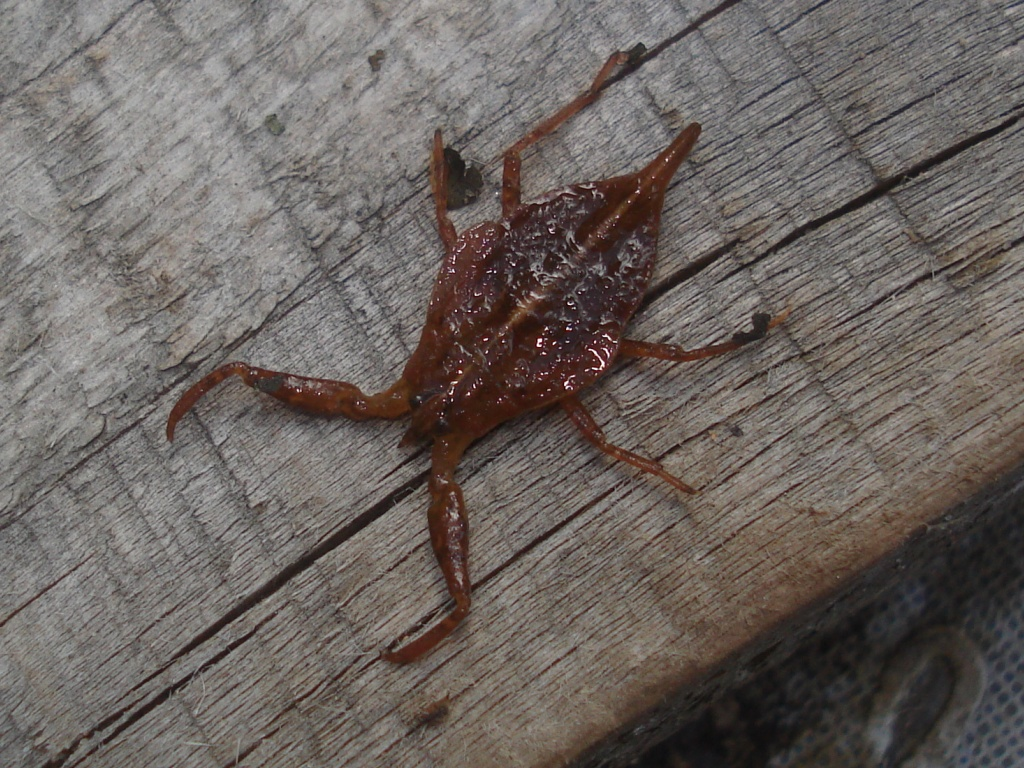
De waterschorpioen (Nepa cinerea) is een in het water levend insect behorend tot de wantsen (Heteroptera)

De zweepstaartschorpioenen (Thelyphonida of Uropygi) echter worden aanzienlijk groter en hebben een met schorpioenen vergelijkbare lichaamsbouw inclusief tot klauwen omgevormde monddelen. Ze hebben daarnaast een dun en lang, enkelvoudig zweepachtig aanhangsel. Dit zogenaamde flagellum is echter slap en dient als tastzintuiglijk orgaan en zeker niet om te steken. Het draagt ook geen gifstekel en zweepstaartschorpioenen zijn voor organismen groter dan een paar centimeter volkomen onschuldig. Net als de pseudoschorpioenen zijn de zweepstaartschorpioenen geen echte schorpioenen. Het mesosoma bestaat uit negen segmenten in plaats van zeven en de staart van zweepschorpioen bestaat uit drie segmenten waar schorpioenen er hier vijf hebben.
De schorpioenvliegen zijn een groep van tweevleugelige insecten die niet op schorpioenen lijken maar wel een karakteristieke gifstekel-achtige structuur op de achterlijfspunt dragen, althans de mannetjes. Deze structuur dient niet om te steken maar om sperma over te dragen in het vrouwelijke geslachtsorgaan, het is dus een spermatofoor. Een andere groep van enigszins gelijkende insecten zijn de waterschorpioenen (Nepidae) die een afgeplat lichaam hebben en een lange, naaldachtige adembuis. Deze dieren leven echter altijd in het water en hebben slechts twee paar functionele poten.
Een grote diergroep die niet verwant is maar waarvan de vertegenwoordigers veel lijken op schorpioenen zijn de hogere kreeftachtigen vanwege het gesegmenteerde lichaam, een 'staart'-achtig achterlijf en de twee vergrote scharen. In het veld is alleen met de soms op het land vertoevende rivierkreeften verwarring mogelijk, omdat kreeften niet vaak op het land komen en schorpioenen het water nooit betreden. Kreeften hebben echter nooit een stekel aan het uiteinde en hebben twee lange antennes, die bij schorpioenen altijd ontbreken.

### Gelijkende dieren

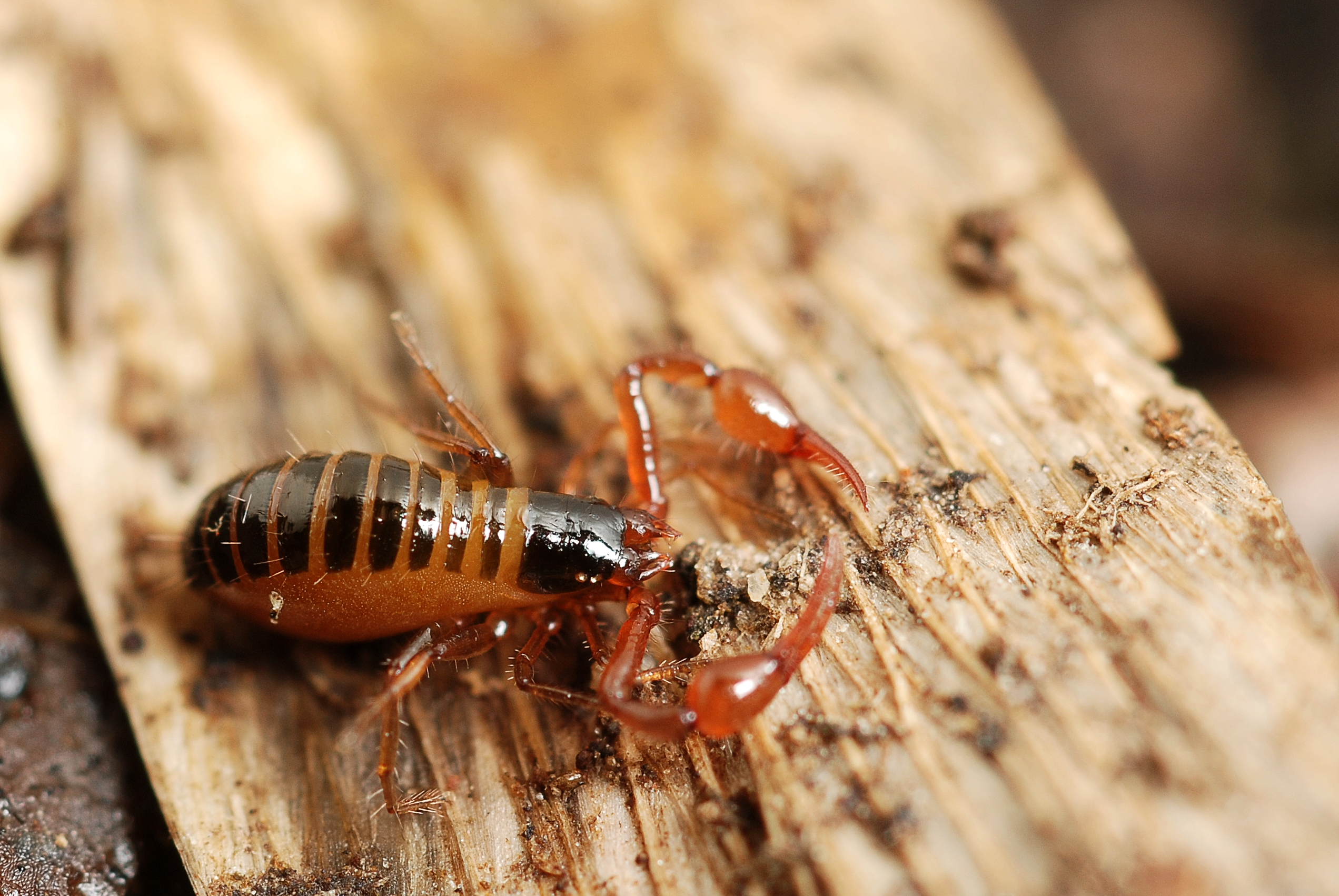
Pseudoschorpioen
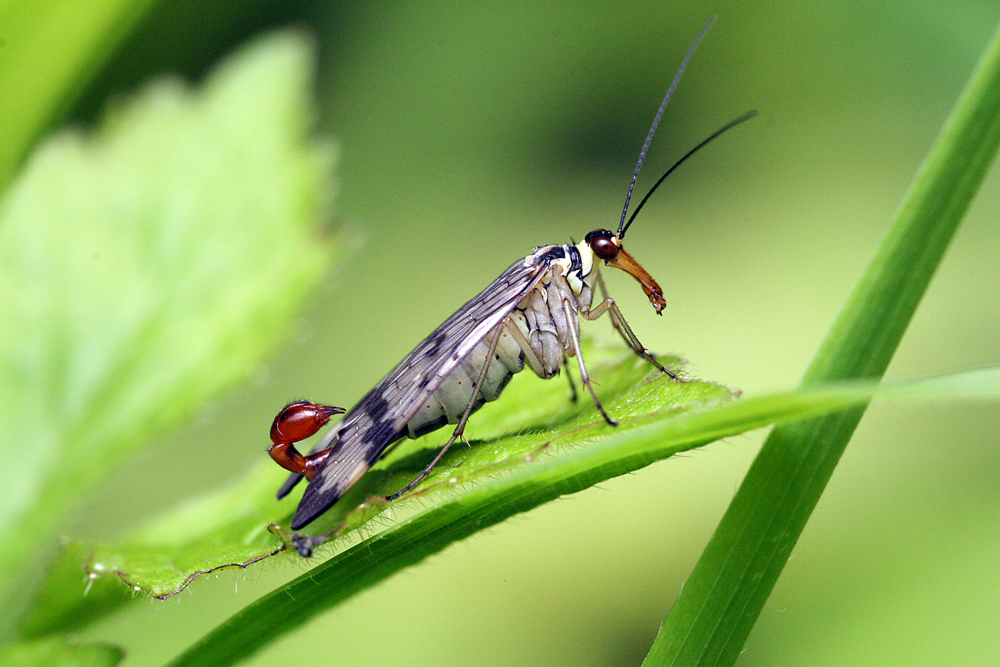
Schorpioenvlieg
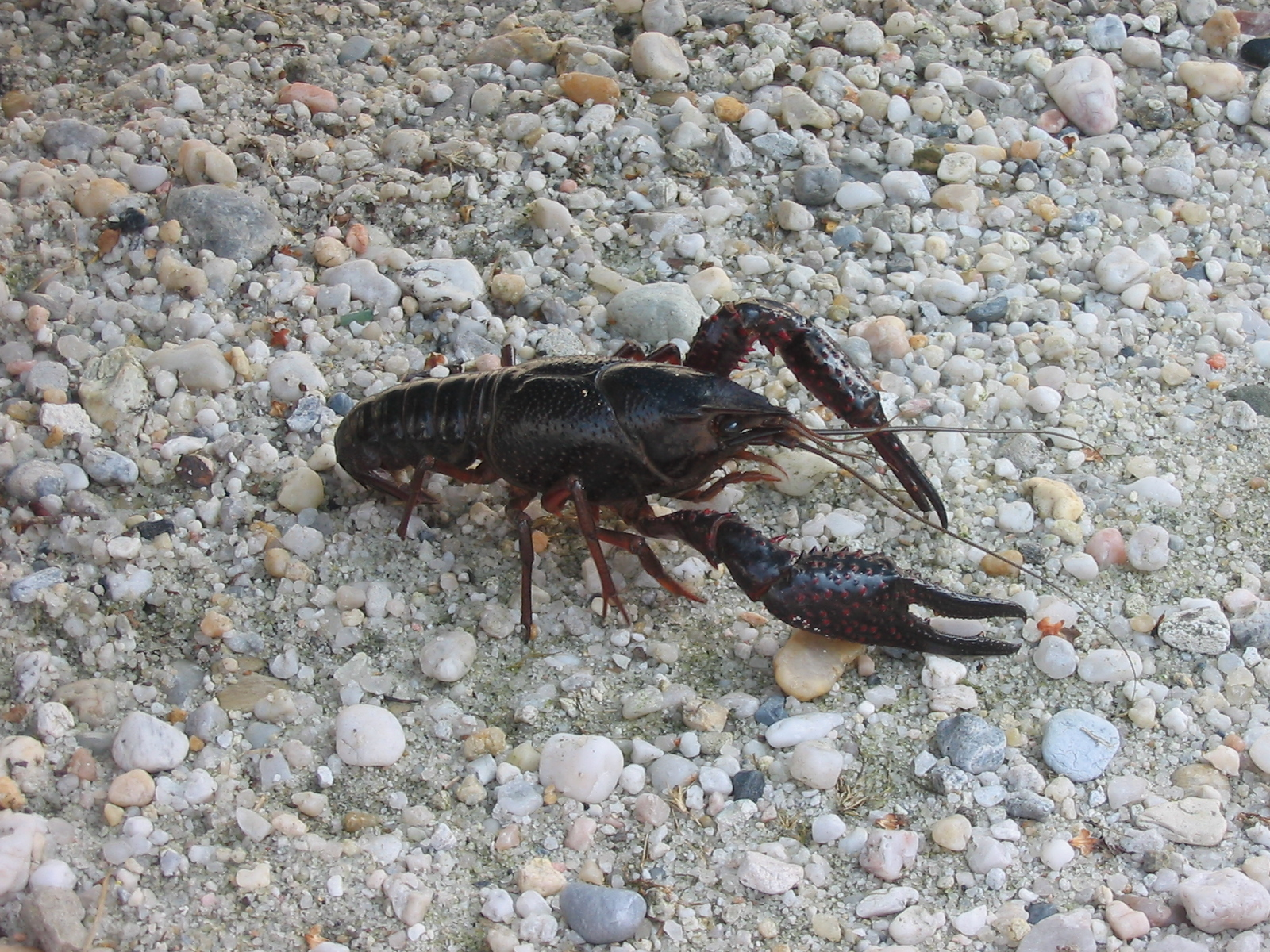
Rivierkreeft
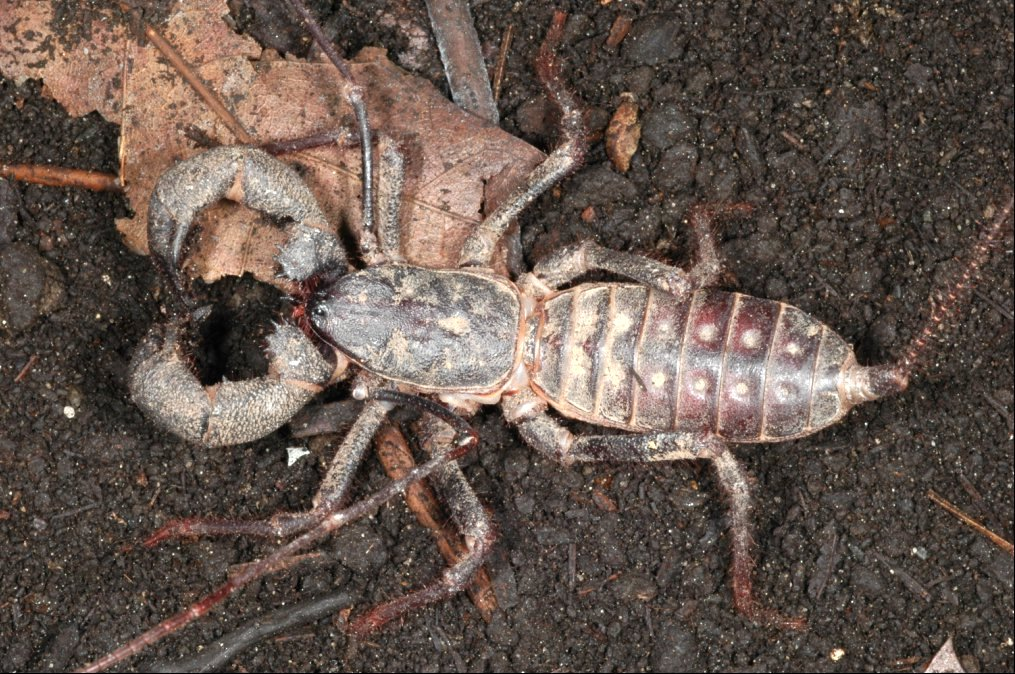
Zweepstaartschorpioen

## Levenswijze
Schorpioenen zijn nachtactief en verstoppen zich overdag onder stenen en andere objecten. Sommige soorten zijn gespecialiseerd in zanderige bodems en graven zich half in het zand waarbij de voorste drie paar poten als 'schop' worden gebruikt. Als een schorpioen wakker is, staat zijn staart overigens altijd voorwaarts gekromd; alleen als het dier slaapt ligt de staart plat. De schorpioen positioneert zich op een dusdanige manier in zijn hol dat de scharen naar de ingang gericht zijn zodat een indringer direct kan worden aangevallen.
Sommige schorpioenen maken een tsjilpend geluid door de onderkant van de grijpschaar tegen de onderkant van zijn voorste looppoot te wrijven (stridulatie). Dit dreiggedrag gaat vooraf aan een aanval en geldt als een waarschuwing. Door de tastharen op de poten voelt de schorpioen trillingen van vijanden, een schorpioen heeft geen goed gezichtsvermogen. Bij een aanval houdt de schorpioen zijn scharen wijd open en richt ze schuin omhoog. De dreighouding bestaat uit het omlaag en vlak voor de kop houden van de scharen.
Schorpioenen worden vaak beschouwd als agressief maar de meeste soorten zullen eerder wegvluchten in een spleet dan de aanval kiezen. Een uitzondering zijn de zwangere vrouwtjes, die bij alle soorten als makkelijk geagiteerd zijn aan te merken. Het is voor een schorpioen niet voordelig om gif in een aanvaller te injecteren, omdat het ten koste gaat van zijn capaciteit om prooien te vangen. Het duurt na een steek enige tijd voordat het gif weer volledig is aangevuld. Schorpioenen steken wel als ze in het nauw worden gedreven, en het vertonen van dreiggedrag geen uitwerking heeft. Over het algemeen zijn de kleinere soorten sneller geneigd te steken dan een grotere soort, al is dit geen vaste regel. De grootste schorpioenen, zoals de keizerschorpioen, staan bekend als rustig en het gif is niet zo gevaarlijk als dat van kleinere soorten.

### Voortplanting en ontwikkeling

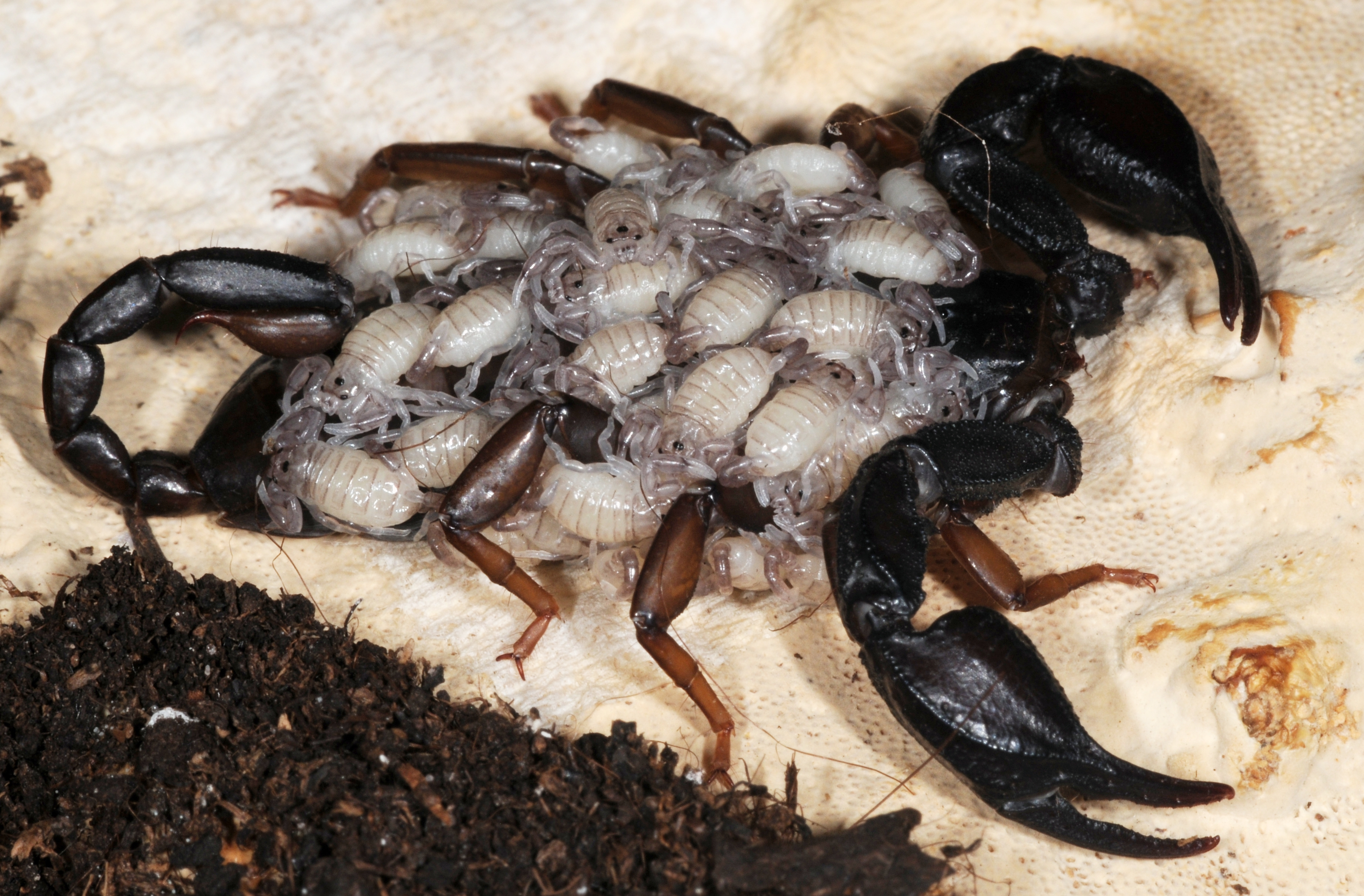
Het vrouwtje neemt de jongen op haar rug.

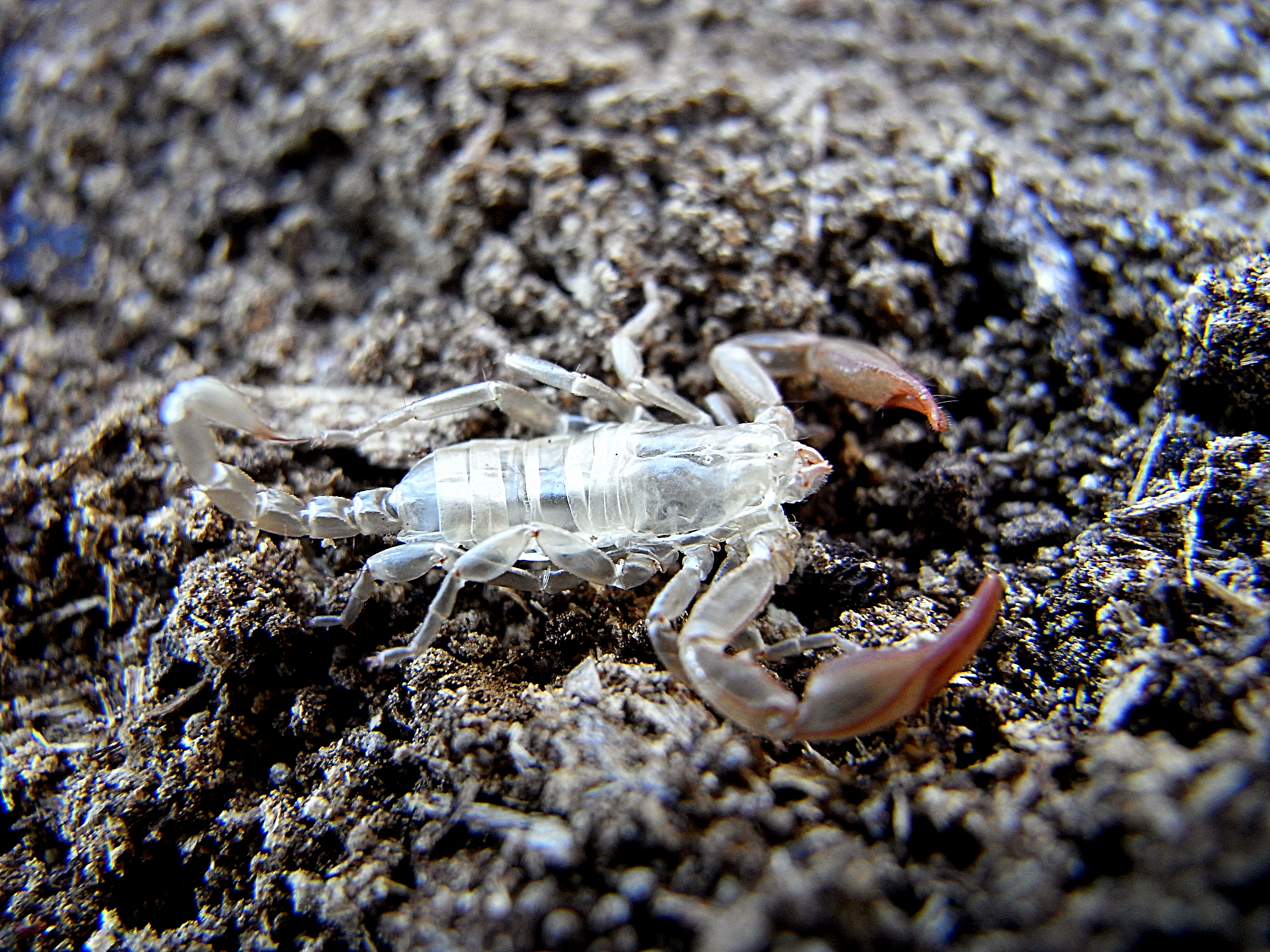
Nadat de schorpioen is verveld, blijft de lege huid of exuvia achter.

Als het mannetje wil paren, gaat hij voorzichtig bij het vrouwtje in de buurt zitten en maakt hij een soort liefdesdans. De liefdesdans gaat meestal als volgt: het mannetje komt met uitgestrekte grijpscharen naar het vrouwtje toe. Sommige soorten laten het lichaam trillen als ze elkaar dicht genaderd zijn zodat een vrouwtje weet dat een naderend dier een mannetje is en geen prooi. Ook bij echte spinnen komt dit gedrag vaak voor. Als het vrouwtje beweegt, blijft het mannetje stil staan. Als het vrouwtje hem dan goedgekeurd heeft, komt het mannetje naar haar toe en gaan ze met de koppen tegen elkaar aan staan en houden ze elkaars scharen vast. Het mannetje pakt haar dan vast met zijn grijpscharen waarna een korte paringsdans volgt. Net als andere spinachtigen vindt de bevruchting uitwendig plaats; het mannetje deponeert een met zijn sperma gevuld pakketje op het substraat, dit wordt de spermatofoor genoemd. Ten slotte loopt het mannetje samen met het vrouwtje over het pakketje heen waarna ze het opneemt in haar geslachtsopening en de bevruchting is voltooid. Het vrouwtje kan het sperma ook opslaan en kan dan verscheidene keren jongen ontwikkelen.
Zodra het vrouwtje van een spermapakketje is voorzien, gaat het mannetje er snel vandoor. Het kan gebeuren dat hij na de paring door het vrouwtje wordt opgegeten maar in de praktijk vindt dit zelden plaats. Bij bidsprinkhanen en spinnen hebben de mannetjes  meer te vrezen dan een schorpioenenmannetje. Dit kannibalisme heeft als voordeel dat het vrouwtje een voedzame maaltijd heeft voor de ontwikkeling van de eitjes. Een zwangere schorpioen stopt namelijk met eten. Een schorpioen ontwikkelt enkele tot enige tientallen jongen. Als de schorpioen hoogzwanger is kan het lichaam sterk opzwellen; de rug en buikschilden staan dan ver van elkaar af. Dit komt doordat de nimfen zich bij de schorpioenen, in tegenstelling tot veel andere spinachtigen, volledig in hun moeder ontwikkelen.
De meeste schorpioenen kennen een vorm van eierlevendbarendheid, de soorten die eieren afzetten komen de jongen al volledig ontwikkeld ter wereld, bij andere soorten komen de jongen al uit in het lichaam van het moederdier. Van een aantal soorten is bekend dat de ongeboren jongen voedingsstoffen opnemen in het lichaam van hun moeder. Ze doen dat echter niet indirect, zoals middels een placenta, maar door lichaamssappen of haemolymphe van de moeder op te nemen met hun monddelen. Deze soorten komen uit de familie Scorpionidae en worden wel levendbarend genoemd. De zwangerschap van de vrouwtjes kan oplopen tot een jaar.

### Nimfen
Nadat een schorpioen is geboren wordt direct de bovenzijde van het moederdier opgezocht. Het is niet zozeer de aanwezigheid van de moeder die hierbij een rol speelt, maar meer het bij elkaar kruipen van de jongen. Schorpioenen leven vaak in droge omgevingen en het zachte pantser van de pasgeborenen is nog niet waterdicht waardoor ze vocht verliezen. Door op een vaste plaats bij elkaar te blijven wordt het vochtverlies sterk beperkt. Het moederdier verdedigt haar jongen fel en als ze haar kroost kwijtraakt gaat ze direct naar haar jongen op zoek. Het vrouwtje houdt haar scharen tegen de grond om haar jongen sneller op haar rug te laten klimmen, de bioloog Jean-Henri Fabre beschreef dat een vrouwtje die haar kroost kwijt is net zo makkelijk de juvenielen van een ander vrouwtje op zich neemt. Soms wordt echter een jong opgegeten als het van de rug afvalt.
De jongen verlaten hun moeder meestal na de eerste vervelling, ze zijn dan groot genoeg om zelfstandig op prooien te jagen. Jonge schorpioenen zijn al even giftig als hun ouders, al is de toedieningscapaciteit kleiner.
Schorpioenen moeten bij hun groei naar volwassenheid, net als kreeftachtigen, spinnen en insecten, geregeld vervellen; het harde pantser groeit niet mee. Tijdens de vervelling is de schorpioen volkomen weerloos, zeer zacht en erg kwetsbaar voor vijanden. Jonge schorpioenen vervellen een aantal maal (4 tot 6 keer), het jaar daarop meestal maar drie keer en in het derde jaar zijn veel soorten pas volwassen en vervellen niet meer. Het vervellen geschiedt door de huid van de kop open te klappen, waarna de schorpioen uit zijn oude huid kruipt. Het vervellen gebeurt gewoonlijk 's nachts en op een verborgen plaats, zoals onder een steen. Als de schorpioen eenmaal volwassen is vervelt het dier niet meer. Na de vervelling wordt de oude huid vaak opgegeten.
De levensverwachting van een schorpioen is afhankelijk van de soort; de kleinere soorten worden twee tot acht jaar oud. Grotere soorten bereiken dan pas de volwassenheid en kunnen een leeftijd van meer dan 25 jaar bereiken.

### Voedsel

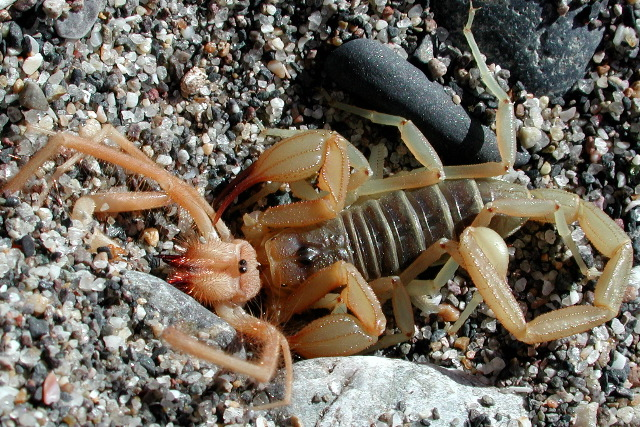
Een schorpioen eet een rolspin

Schorpioenen zijn carnivoor en leven van insecten en spinnen. Grotere soorten pakken weleens kleine gewervelden. De prooi wordt opgemerkt met tastzintuiglijke haren of setae op het lichaam, de poten en de grijpscharen die trillingen waarnemen. Schorpioenen grijpen de prooien beet met de scharen en rijten deze aan stukken met de krachtige kaken of vermorzelen deze met de scharen. Daarna wordt de prooi met de scharen ontleed en met de monddelen opgegeten, waar het dier uren mee bezig kan zijn. Deze manier van eten heeft een enigszins elegante aanblik en komt ook voor bij de krabben. Alleen als de prooi zich verzet, gebruikt de schorpioen zijn gifstekel. Bij een steek kromt de schorpioen zijn metasoma naar voren over het lichaam heen en doorboort de prooi met de punt.
Bij het doden van een prooi wordt deze eerst met de scharen gegrepen, en indien de prooi aan de grote kant is, of als de prooi nogal tegenspartelt, wordt de staart over het lichaam gekromd waarna de stekel in het prooidier wordt gestoken, soms meerdere malen. De hoeveelheid gif kan door de schorpioen gereguleerd worden door een controle over de spieren die het gif doen stromen. Meestal wordt 0,1 tot 0,6 milligram gif geïnjecteerd.

### Vijanden

Scorpio maurus palmatus in dreighouding

Ondanks de giftigheid, die veel dieren afschrikt, hebben schorpioenen vele vijanden. Omdat de schorpioen lange tijd zonder voedsel moet overleven, worden proteïnerijke voedingsstoffen opgeslagen in het lichaam, wat een schorpioen tot een voedzame maaltijd maakt.
De belangrijkste vijand van schorpioenen zijn wellicht de eigen soortgenoten of grotere schorpioenen die behoren tot andere soorten. Aangezien schorpioenen het gevecht aangaan met alles wat even groot of kleiner is leiden ze -uitgezonderd de voortplantingstijd- een eenzaam bestaan. Met de tastharen, die zowel bodem- als geluidstrillingen kunnen waarnemen, merkt het dier ook zijn vijanden op. De belangrijkste zijn spinnen, vogels, slangen, bavianen, andere rovende zoogdieren en hagedissen.
Sommige dieren zoals stokstaartjes en egels zijn immuun voor het gif van schorpioenen in hun verspreidingsgebied, maar bavianen zijn dat niet; deze verwijderen altijd eerst de staart van de schorpioen voor deze wordt opgegeten. Een voorbeeld van een vogel die op schorpioenen jaagt is het konijnuiltje (Athene cunicularia). Daarnaast jagen sommige knaagdieren op schorpioenen, een voorbeeld is de zuidelijke sprinkhaanmuis (Onychomys torridus).
Ook verschillende hagedissen zoeken gericht naar schorpioenen, zoals Goulds varaan (Varanus gouldii) die ze met de sensitieve tong opspoort, uitgraaft en vervolgens opeet. Sommige hagedissen zijn echte specialisten in het opsporen en eten van schorpioenen, zoals de Afrikaanse soort Nucras tessellata en de Australische pootloze zwartkopschubpoothagedis (Pygopus nigriceps). Nucras tessellata is overdag actief en graaft de schorpioenen uit, terwijl de zwartkopschubpoothagedis 's nachts actief is en de schorpioenen opwacht. Ook sommige geleedpotige dieren jagen actief op schorpioenen, zoals de bepantserde duizendpoten.
Sommige schorpioenen hebben zulke krachtige spieren in het telson dat ze het gif over enige afstand weg kunnen spuiten. Een voorbeeld is de soort Parabuthus transvaalicus. Dit wordt alleen ter verdediging gedaan en niet om prooien te vangen. Het gif kan tot een meter ver worden afgeschoten en als het in de ogen terechtkomt kan het tot ernstige schade leiden. Dit vermogen komt ook voor bij de spugende cobra's en sommige kikkers.

## Giftigheid voor de mens

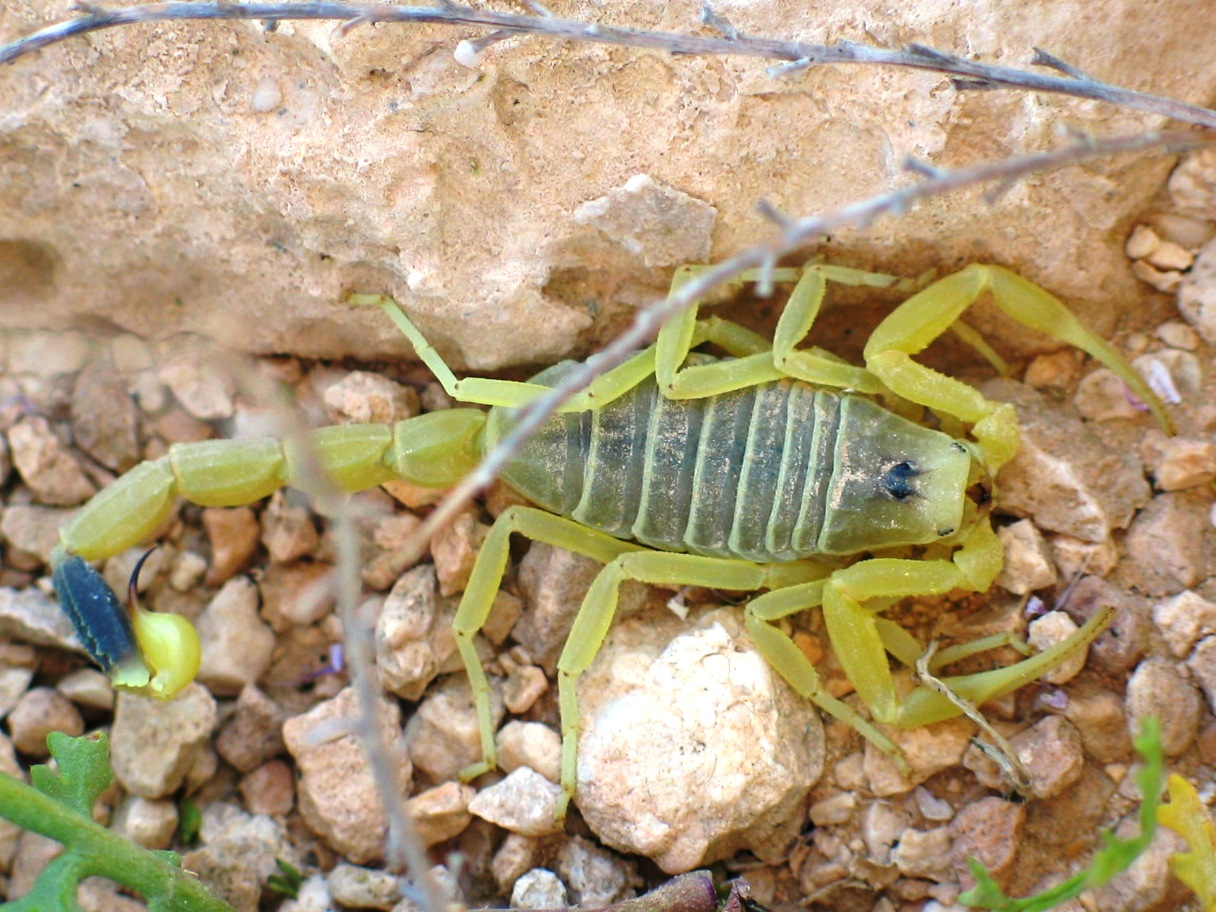
De vijfstreepschorpioen (Leiurus quinquestriatus) is zeer giftig

De grootste misvatting over schorpioenen is dat alle soorten gevaarlijk voor de mens zijn. De in Europa voorkomende Italiaanse schorpioen (Euscorpius italicus) bijvoorbeeld is een vrij ongevaarlijke soort. De steek van de meeste soorten is te vergelijken met een bijen- of wespensteek, vaak komt ook koorts voor. Na enkele dagen zijn de symptomen meestal verdwenen. Van de ongeveer 1800 verschillende soorten is een 50-tal als echt gevaarlijk aan te merken, een groot aantal hiervan behoort tot de familie Buthidae.
De voor de mens gevaarlijke soorten danken hun giftigheid aan het sterke gif óf het vermogen veel gif in te spuiten. Een voorbeeld van een erg gevaarlijke groep zijn de soorten uit het geslacht Androctonus, de dikstaartschorpioenen. De steek van de soort Androctonus australis kan ernstige gevolgen veroorzaken. Het gif werkt onder andere op het hart. In de regel geldt bij mensen dat een gezond persoon een goede overlevingskans heeft (mortaliteit van een steek < 2%), maar bejaarden en kinderen zijn veel gevoeliger voor het gif. Ook bij personen die verzwakt zijn of een ziekte onder de leden hebben, is een steek veel gevaarlijker.
Het gif van een schorpioen bestaat uit een mix van verschillende verbindingen die voornamelijk inwerken op het zenuwstelsel. Het mengsel bevat onder andere neurotoxinen die de zenuwen aantasten, en cardiotoxinen, die specifiek de zenuwcellen in het hart aantasten. Deze stoffen versterken de neurologische activiteit in de spanningsafhankelijke ionkanalen, wat tot een overbelasting van de zenuwen leidt.
Ook verbindingen die verschillende celstructuren aantasten zijn in het gif aanwezig, zoals fosfolipases, fosfodiësterases, hemolitische toxinen die het bloed aantasten en nefrotoxinen die de nieren beschadigen en hyaluronidases. Deze laatste verbinding breekt hyaluronan af dat onder andere in zenuwcellen voorkomt.
De exacte samenstelling van het gif verschilt van soort tot soort; wel is het zo dat verwante soorten meer overeenkomsten in de samenstelling vertonen ten opzichte van niet-verwante soorten.
De meeste fatale gevallen van schorpioenensteken bij de mens vinden plaats in Mexico. Hier overlijden jaarlijks duizend mensen als gevolg van een confrontatie met een schorpioen. De vijfstreepschorpioen (Leiurus quinquestriatus), ook wel bekend als de "death stalker", is eveneens een beruchte soort. Deze schorpioen maakt jaarlijks honderden menselijke slachtoffers. Deze soort leeft in Noord-Afrika en het Midden-Oosten.
In landen waar schorpioenen van nature voorkomen worden maatregelen genomen om een steek te voorkomen. Vrijwel altijd vindt een steek plaats in de handen en voeten. Enkele belangrijke oorzaken van een steek zijn:
- De schoenen aantrekken zonder deze eerst te inspecteren op de aanwezigheid van een schorpioen.
- Het met blote voeten per ongeluk op een dier gaan staan.
- De arm in een holte of spleet steken om iets te pakken.

Het voorkomen van een steek is de beste remedie en de lokale bevolking is vaak goed op de hoogte van het gevaar. Aan kinderen wordt bijvoorbeeld geleerd niet zomaar een steen op te tillen zonder er rekening mee te houden dat er een schorpioen (of ander giftig dier) onder huist. In streken waar schorpioenen voorkomen zijn vaak ook andere giftige dieren inheems.

## In de cultuur

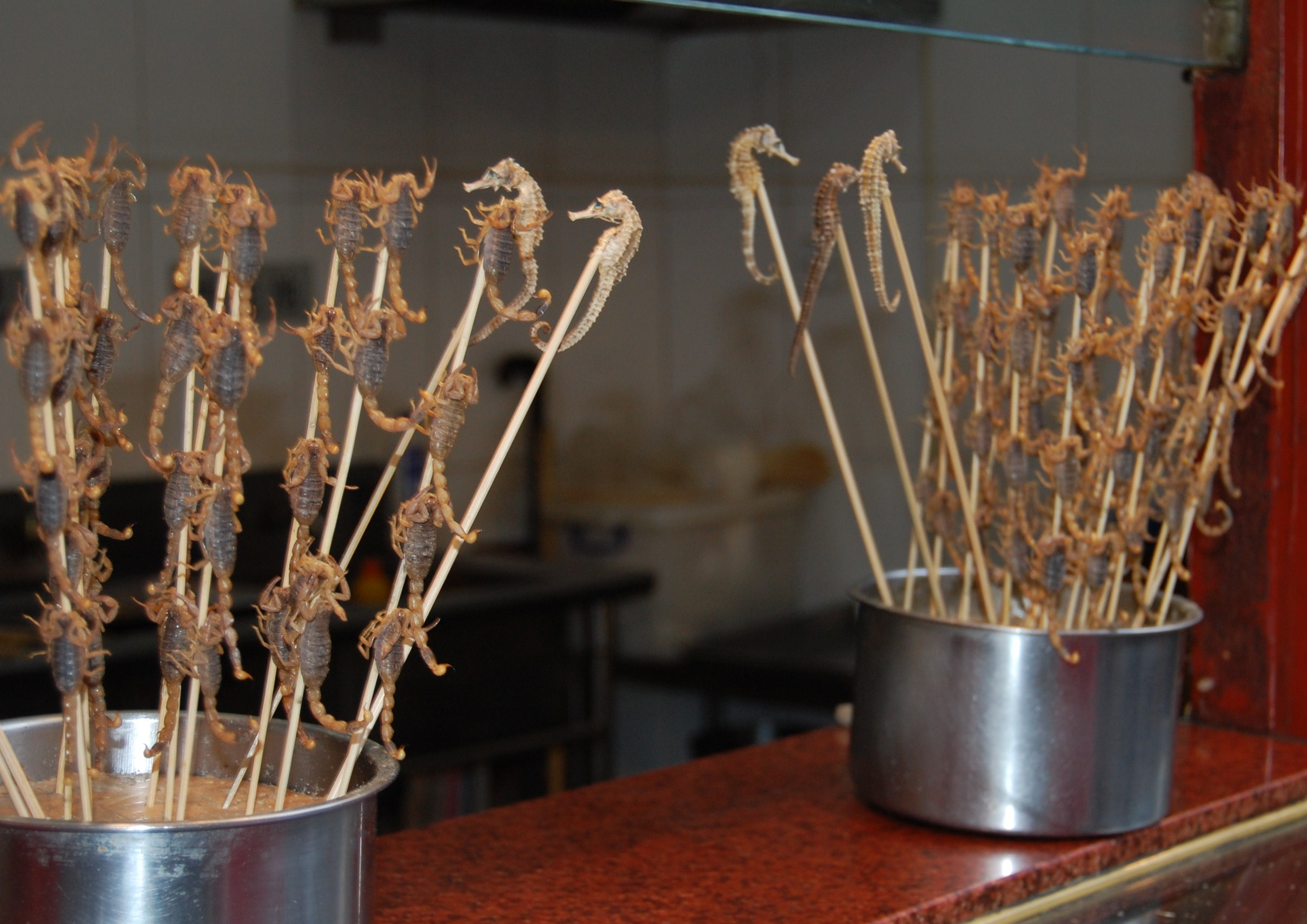
Schorpioenen (en zeepaardjes) worden gefrituurd en op stokjes geprikt ter consumptie

Schorpioenen zijn in veel landen algemeen, zoals in Afrika en het Midden-Oosten. Het gif van sommige soorten wordt gebruikt in de geneeskunde als grondstof voor medicijnen. In sommige culturen in Azië en Afrika worden schorpioenen door de mens geconsumeerd, de dieren worden dan vaak gefrituurd. De gefrituurde schorpioenen worden vaak op een stokje geprikt om het eten te vergemakkelijken.
In de Egyptische mythologie staat de schorpioen symbool voor Selket, beschermgodin van de doden en godin van magie en geneeskunst. Haar priesters hadden spreuken en zalven om schorpioenensteken te behandelen.
De sage "The Scorpion and the Frog" (en: de schorpioen en de kikker) is een volkslegende die in meerdere talen voorkomt. Een schorpioen wil het water oversteken en vraagt hiertoe een kikker of deze hem wil dragen. De kikker is echter bang voor de steek van de schorpioen, maar deze stelt de kikker gerust. Als de schorpioen de kikker zou steken, zinkt deze naar de bodem maar verdrinkt ook de schorpioen. De kikker gaat akkoord en neemt de schorpioen op zijn rug, maar eenmaal in het water steekt de schorpioen de kikker toch en bezegelt hun beider lot. Op de vraag waarom de schorpioen de kikker toch heeft gestoken antwoordt de schorpioen; "Ik ben nu eenmaal een schorpioen en dit is mijn natuur". Het verhaal wordt wel gebruikt om de onveranderlijkheid van de natuur te illustreren.
Schorpioen is een van de belangrijkste sterrenbeelden en behoort tot de Dierenriem; zie schorpioen (sterrenbeeld).
De Schorpioen is een stripverhaal, uitgegeven door Dargaud. Ook in een van de stripverhalen van Suske en Wiske duikt een schorpioen op. In het verhaal De scherpe schorpioen speelt een gouden schorpioen de hoofdrol.

### Fabels
Over schorpioenen doen een aantal fabels de ronde, waar soms een kern van waarheid in zit maar die toch op een misverstand berusten:
- Schorpioenen kunnen zelfmoord plegen: een schorpioen zou zichzelf doodsteken onder invloed van alcohol, bij levensgevaar of in gevangenschap. Zij zouden dit kunnen doen door zichzelf in het hoofd te steken, maar de dieren zijn immuun voor hun eigen gif. Zij doen dit echter niet. Wel maakt de schorpioen nogal spastische bewegingen als de temperatuur te hoog wordt, maar dat geldt voor bijna alle dieren, en zeker alle geleedpotigen omdat ze koudbloedig zijn.
- Alle schorpioenen zijn giftig voor de mens: net zoals spinnen is in feite maar een betrekkelijk klein aantal soorten echt gevaarlijk voor de mens, zie onder giftigheid voor de mens.
- Schorpioenen drinken niet: er werd lange tijd gedacht dat in waterbehoefte werd voorzien door het opnemen van dauwdruppels uit de lucht maar uit waarnemingen in gevangenschap blijkt dat schorpioenen wel degelijk water opnemen door uit bronnen te drinken. Ze doen dit echter weinig, en kunnen zeer lang zonder. [14]

### In gevangenschap

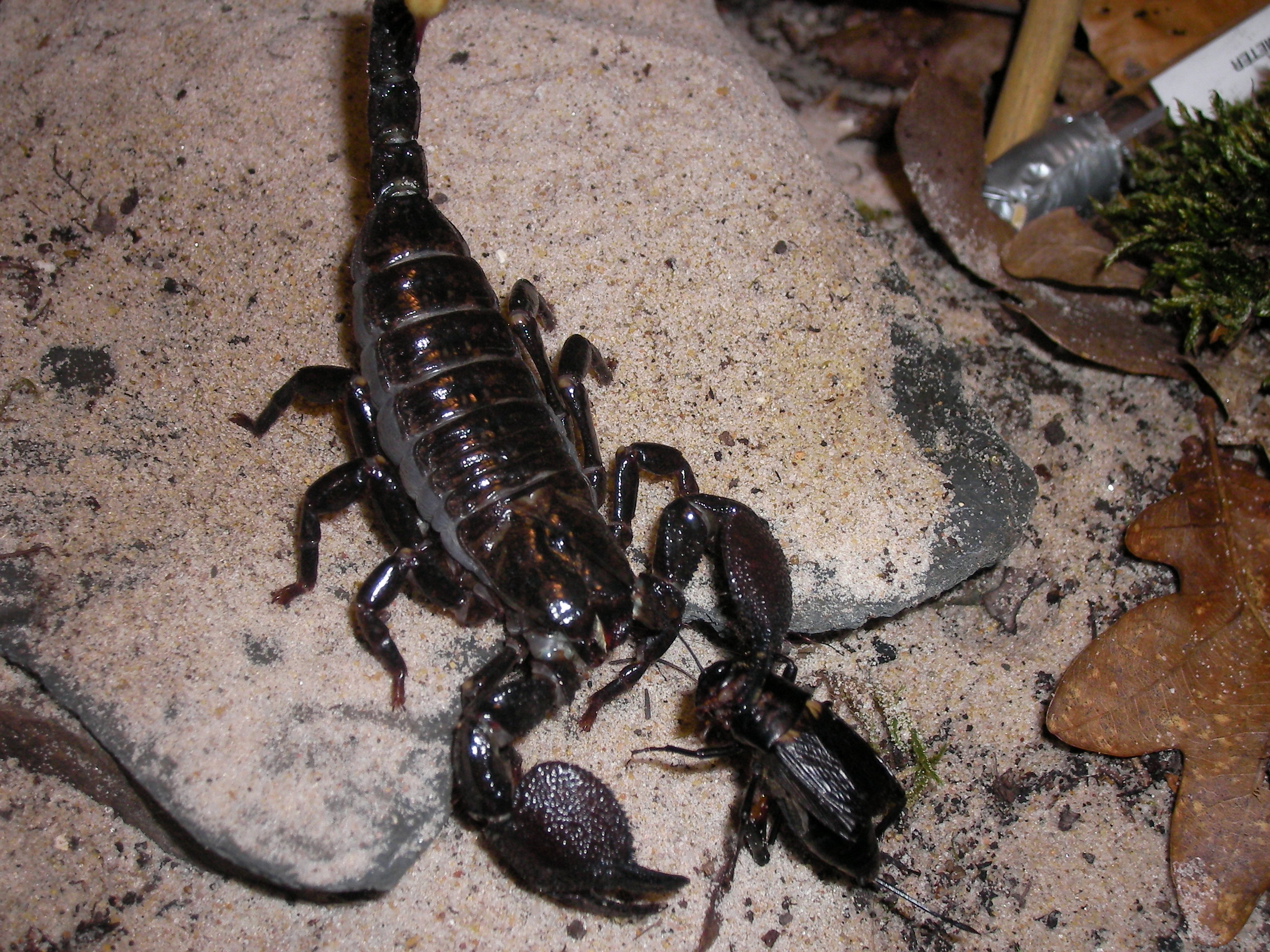
Schorpioenen kunnen worden gevoerd met huiskrekels.

Schorpioenen worden door liefhebbers wel in een terrarium gehouden als huisdier. Schorpioenen zijn niet bepaald gezelschapsdieren; ze hebben een inrichting nodig die ze voorziet van schuilplaatsen en ze komen alleen 's nachts tevoorschijn. Overdag liggen ze verstopt in hun schuilplaats en het regelmatig verstoren van de dieren kan ze gestrest maken.
Het hanteren van een schorpioen zou zo veel mogelijk vermeden moeten worden. De dieren raken snel beschadigd en bij een val van enige hoogte kan het achterlijf openbarsten, wat fataal is voor het dier. Bij de giftige soorten speelt uiteraard mee dat een onjuiste manier van hanteren gevaar voor de verzorger oplevert. Indien strikt noodzakelijk kan de schorpioen het best worden vastgepakt met een grote pincet, waarvan de uiteinden met een stuk doek of schuimrubber zijn omzwachteld. Hierdoor kan het dier stevig worden beetgepakt terwijl het niet makkelijk beschadigd raakt. Nu kan met de pincet voorzichtig de staart van de schorpioen gepakt worden, vlak onder de stekel.
Sommige soorten kennen een verregaande vorm van broedzorg en voeren de jongen, een voorbeeld is de keizerschorpioen (Pandinus imperator). Andere soorten eten de jongen op zodra ze zijn verveld; het is aan te raden de jongen te verwijderen wat uiteraard voorzichtig moet gebeuren. Jonge schorpioenen zijn al direct net zo giftig als hun ouders, al dragen ze minder gif. Omdat de jongen ook kannibalisme kennen moeten ze in aparte bakjes worden opgekweekt.

## Evolutie
De oudst bekende fossielen van schorpioenachtige dieren zijn ruim 400 miljoen jaar oud; pas 200 miljoen jaar later verschenen de dinosauriërs. Schorpioenen zijn ontstaan uit zeedieren die kieuwen hadden voor de ademhaling en zeer groot konden worden. Toen de voorouders van de huidige schorpioenen op het land gingen leven werd het lichaam kleiner en specialiseerden ze zich op een leven in droge gebieden.
Over de indeling van de schorpioenen binnen de groep van de spinachtigen bestond lange tijd veel onduidelijkheid. Schorpioenen zijn ontstaan uit de zeeschorpioenen die in zee leefden. Deze groep bevolkte 425 tot 450 miljoen jaar geleden de Aarde gedurende het Siluur. De bekendste vertegenwoordiger is Pterygotes, een marien geslacht waarvan de soorten een lengte van maar liefst 2,3 meter konden bereiken. De eerste echte schorpioenachtige vormen leefden eveneens nog in zee. Pas zo'n 340 miljoen jaar geleden kwamen de eerste soorten aan land.
Palaeopisthacanthus uit het Carboon is een van de eerste geslachten die op het land leefden. Net als andere geleedpotigen zoals libellen en duizendpotigen zijn reusachtige soorten bekend, zoals Pulmonoscorpius kirktonensis, die ongeveer 350 miljoen jaar geleden leefde gedurende het Viséen. Deze schorpioen kon een lengte bereiken van één meter. Een van de eerste landbewonende schorpioenen -althans voor zover bekend- is Eoscorpius die leefde in het Carboon.

## Naamgeving en taxonomie

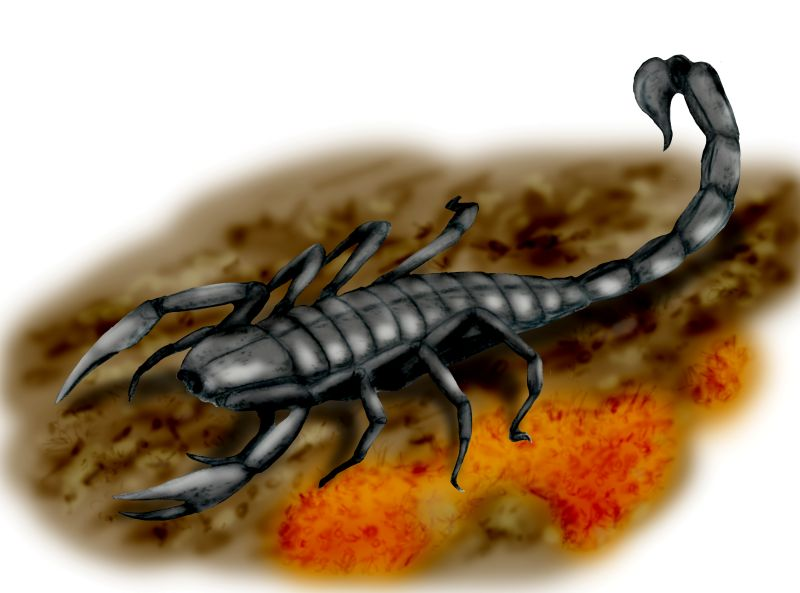
Soorten uit het geslacht Pulmonoscorpius konden een lengte van één meter bereiken.

De wetenschappelijke naam van de orde Scorpiones werd voor het eerst gepubliceerd door Carl Ludwig Koch in 1837. Het Nederlandse woord schorpioen en de wetenschappelijke naam Scorpiones zijn afgeleid van het Latijnse scorpion, dat op zijn beurt terugvoert op het Griekse σκορπιός (skorpios).
De indeling van de schorpioenen in verschillende families is altijd al aan verandering onderhevig geweest. Dit komt door de constante aanvoer van nieuwe inzichten. Een voorbeeld is de pas in 2007 beschreven soort Akrav israchanani uit Israël. Deze soort is waarschijnlijk geheel blind en leeft strikt in grotten, wat bij andere schorpioenen niet voorkomt. Er zijn echter nog nooit levende exemplaren aangetroffen om dit te testen; de soort is beschreven op basis van subfossiele resten. Doordat de kenmerken van deze schorpioen met geen enkele andere soort te vergelijken zijn heeft het dier een aparte familie toegewezen gekregen; de familie Akravidae.

### Lijst van moderne families
Onderstaande lijst is afkomstig van The Scorpion Files.
Orde Scorpiones
- Familie Akravidae (uitgestorven)

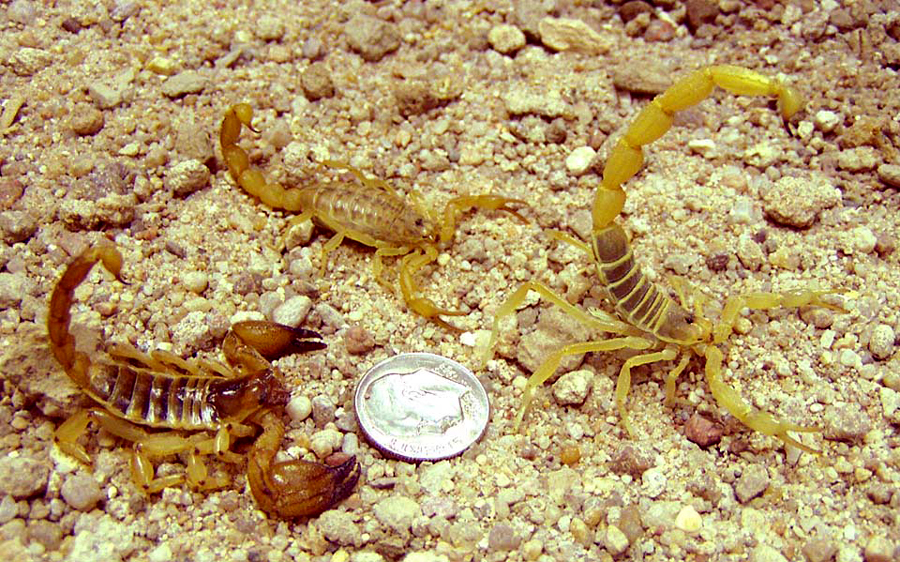
Drie soorten schorpioenen: links Scorpio maurus uit de familie Scorpionidae, boven Mesobuthus eupeus en rechts Odontobuthus doriae, beide uit de familie Buthidae

- Familie Bothriuridae, 15 geslachten en 137 soorten
- Familie Buthidae, 85 geslachten (1 uitgestorven) en 889 soorten
- Familie Caraboctonidae, 5 geslachten en 18 soorten
- Familie Chactidae, 11 geslachten en 166 soorten
- Familie Chaerilidae, 1 geslacht met 28 soorten
- Familie Diplocentridae, 8 geslachten en 85 soorten
- Familie Euscorpiidae, 11 geslachten en 86 soorten
- Familie Heteroscorpionidae, 12 geslachten en 84 soorten
- Familie Ischnuridae
- Familie Iuridae, 2 geslachten en 4 soorten
- Familie Liochelidae
- Familie Microcharmidae
- Familie Pseudochactidae, 1 geslacht met 1 soort
- Familie Scorpionidae, 17 geslachten en 248 soorten (2 geslachten en 2 soorten zijn uitgestorven)
- Familie Superstitionidae
- Familie Superstitioniidae, 1 geslacht met 1 soort
- Familie Troglotayosicidae, 2 geslachten en 3 soorten
- Familie Typhlochactidae, 4 geslachten en 10 soorten
- Familie Urodacidae
- Familie Vaejovidae, 16 geslachten en 160 soorten